# Eresabel
De eresabel is een van de hoogste Nederlandse onderscheidingen voor dapperheid. Alleen de Ridders van de Militaire Willems-Orde komen hiervoor in aanmerking. De koning(in) kent een versierde sabel toe aan een officier en deze draagt dit opvallende wapen bij zijn uniform.

## Geschiedenis van de Eresabel
Eresabels zijn van alle tijden. In de Republiek der Verenigde Nederlanden, de Bataafse Republiek en het Koninkrijk Holland werden dergelijke sabels ofwel door de dankbare en toegenegen ondergeschikten aan hun commandant gegeven of door een regering, stad, of vorst aan een officier geschonken.
De tijdens de Tiendaagse Veldtocht door de officieren en de flankeurs van de universiteiten en academies aan hun commandant geschonken eresabels hadden (nog) geen officiële status.
De in 1855 ingestelde eresabels waren bestemd voor officieren van het Koninklijk Nederlandsch-Indisch Leger die al in de Militaire Willems-Orde waren opgenomen en zich nogmaals door dapperheid hadden onderscheiden.
Na het Koninklijk Besluit van 1865 werden eresabels ook aan officieren van de landmacht en de schutterij toegekend.
De eresabel was steeds een fraai versierde uitvoering van het gebruikelijke wapen en het gevest; de schede en de kling waren gedecoreerd en gegraveerd. Hierbij werd vooral gebruikgemaakt van goedkope materialen als "Berlijns zilver", hoorn en verguld koper.
De uitvoering van 1859, de marine uitvoeringen en de eresabel van 1895 waren iets luxueuzer uitgevoerd.

## De vorm van de Eresabel
In de loop der jaren zijn er de volgende uitvoeringen van de Eresabel geweest:
- Het Nederlands-Indische model van 1855; Op het gevest staat "KONINKLIJK EEREBLIJK VOOR BETOONDE DAPPERHEID"
- Het model van de Koninklijke Marine 1859; Het opschrift van deze sabel was gelijk aan de sabel van 1855 maar de vorm is die van de sinds 1843 gebruikelijke sabel van de Koninklijke Marine. Op de kling is ook een gekroond klaar anker, zonder kabel, afgebeeld.
- Het 2e Nederlands-Indische model van 1861; Op het gevest van dit iets slankere wapen staat "KONING WILLEM III VOOR BETOONDE DAPPERHEID" en op de kling zijn naam, rang en aanleiding voor het verlenen van de sabel gegraveerd.
- Het 2e model van de Koninklijke Marine 1864; Hier werd voor een ivoren gevest gekozen. Het anker is nu een ongekroond onttakeld anker.
- Het model voor Leger en schutterij 1867
- Het 3e Nederlands-Indische model van 1891; Op het gevest staat "NAMENS KONINGIN WILHELMINA VOOR BETOONDE DAPPERHEID"
- Het 4e Nederlands-Indische model van 1895; Deze sabel is zeer rijk versierd.
- Het 5e Nederlands-Indische model van 1898; Op het gevest staat "KONINGIN WILHELMINA VOOR BETOONDE DAPPERHEID"
- Het 3e model van de Koninklijke Marine 1907
- De eresabel van generaal Eisenhower (1947); Deze Oosters aandoende sabel is met edelstenen ingelegd en draagt de inscripties: "Queen Wilhelmina to General DD Eisenhower" en "Grateful memory of the glorious liberation". Op de knop van de sabel is het rijkswapen aangebracht.

In een brief van 22 september 1879 heeft een aantal ministers de koning gevraagd om in te stemmen met hun voorstel dat het bezit van een eresabel ook op het dagelijks tenue werd aangeduid. De excellenties suggereerden een speld op het lint van het Ereteken voor Belangrijke Krijgsbedrijven. Het insigne is nooit bij Koninklijk Besluit vastgesteld maar werd, zo lijkt het, wel gedragen.
Van het bezit van een door de Nederlandse Koning verleende eresabel getuigde dus een, overigens nooit officieel vastgesteld, insigne dat op het lint van het Ereteken Belangrijke Krijgsbedrijven werd gedragen. Het zijn twee gekruiste sabels met een gouden gevest gedekt door een gouden koningskroon.
De Nederlandse koningen hebben in Nederlands-Indië 106 eresabels verleend, de laatste in 1927 aan kapitein der infanterie H. Behrens. Ook de geallieerde opperbevelhebber generaal Eisenhower kreeg na de Tweede Wereldoorlog een eresabel toegekend. Hij was geen ridder in de Militaire Willems-Orde. De Wet schrijft voor dat het Kapittel van de Militaire Willems-Orde de verleende eresabels registreert.

## A
- F.R.P. van den Abeelen
- F.H.P. van Alphen

## B
- Felix von Balluseck
- Abraham Faure Beeckman
- F.W. Beeckman
- A.W.K. ter Beek
- H. Behrens
- O. von Below
- Lodewijk Johannes Wilhelmus Benschop
- J.H. Beucker Andreae
- Hendrik Frederik Carel van Bijlevelt
- Eduard Willem Bischoff van Heemskerck
- Willem Boetje
- C.J. Boon
- George Frederik Willem Borel
- Bernard Ignace van Bosstraeten
- J. van Braam Morris
- Désiré Lambert de Brabant
- Bernardus Franciscus Josephus le Bron de Vexela
- F.C. Burgers
- Theodorus Willem Johannes Buijs

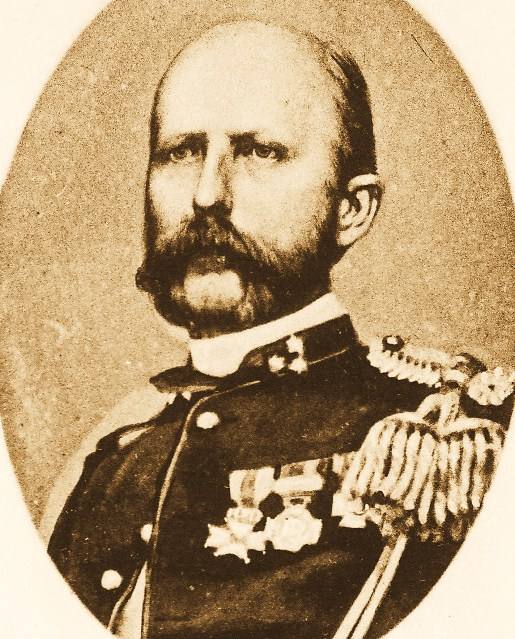
Felix von Balluseck
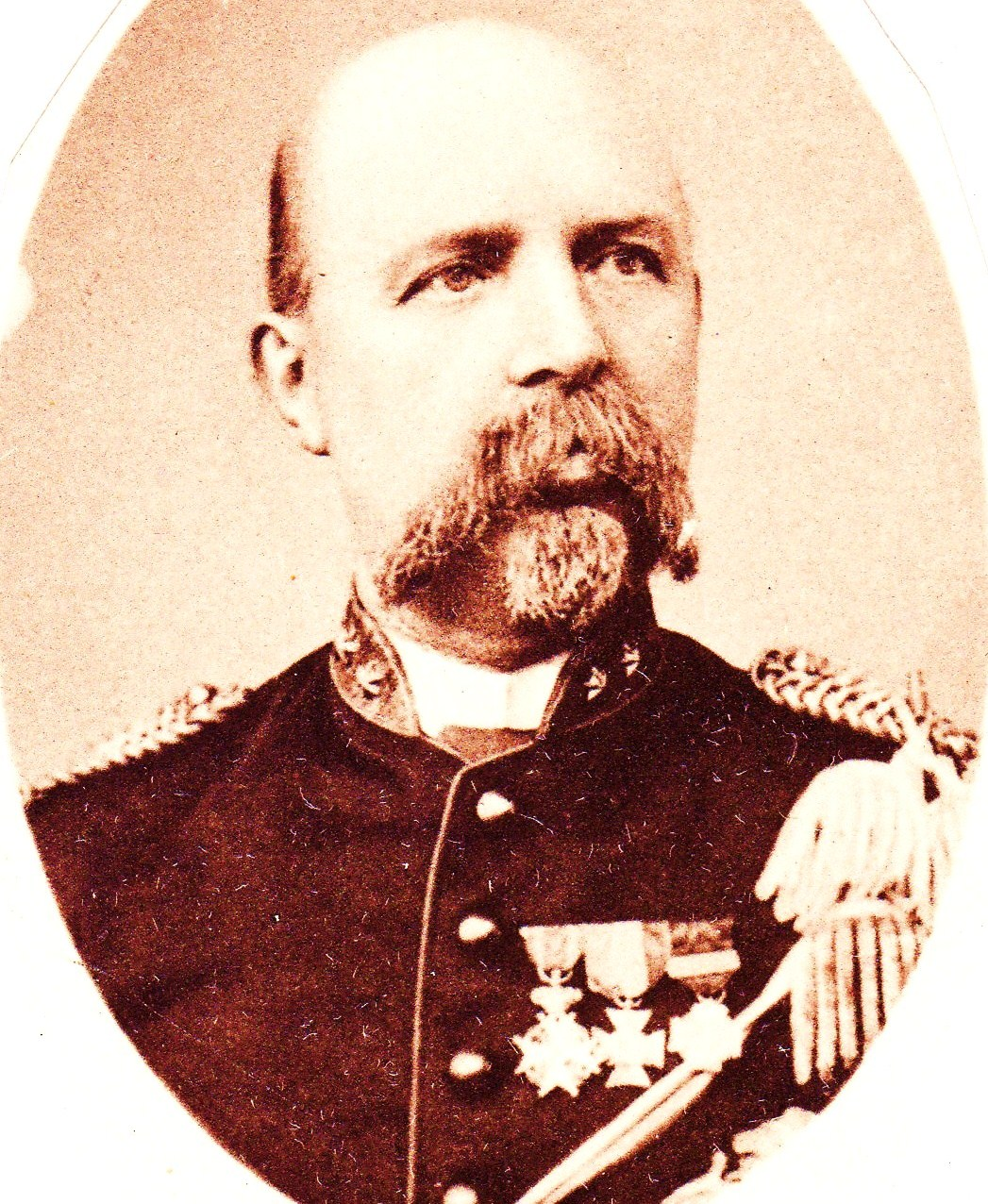
Abraham Faure Beeckman
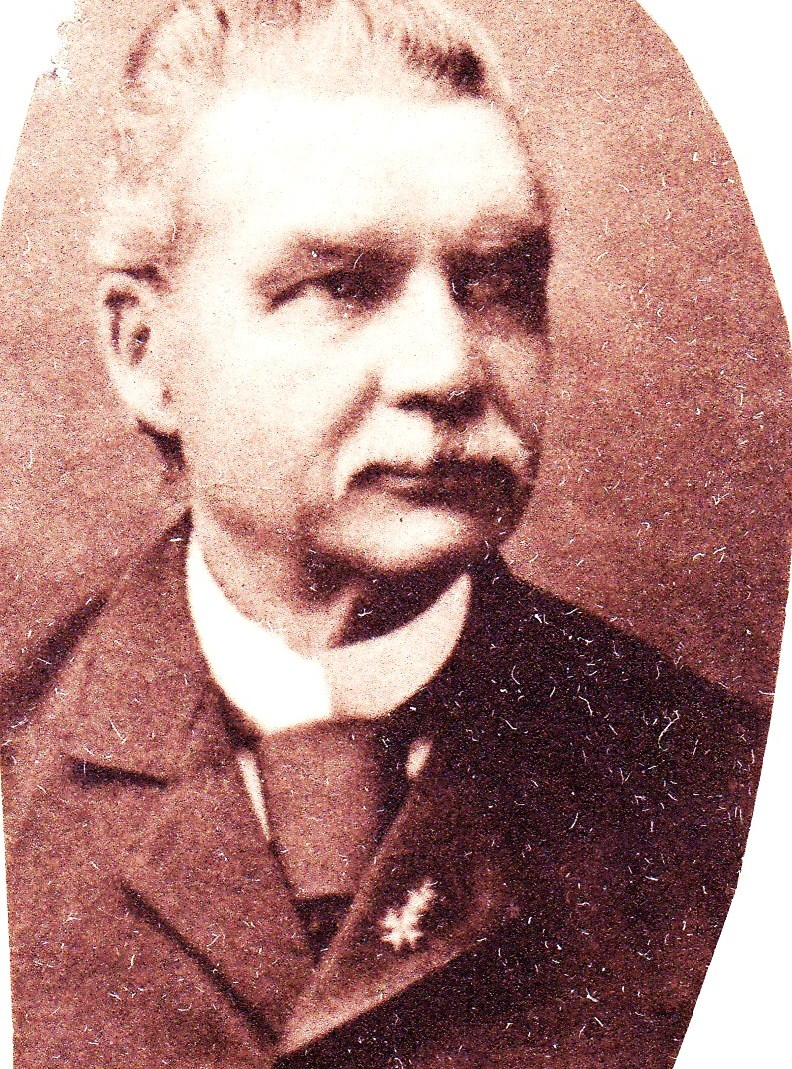
Lodewijk Johannes Wilhelmus Benschop
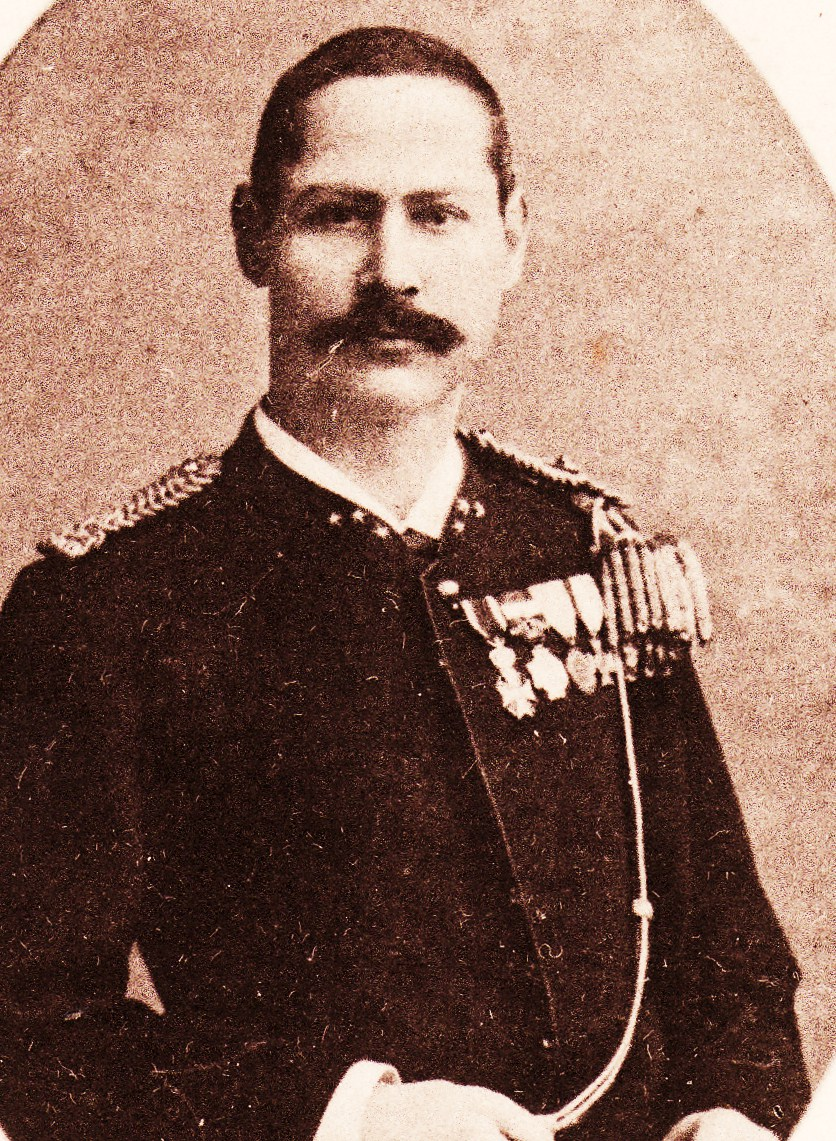
Eduard Willem Bischoff van Heemskerck
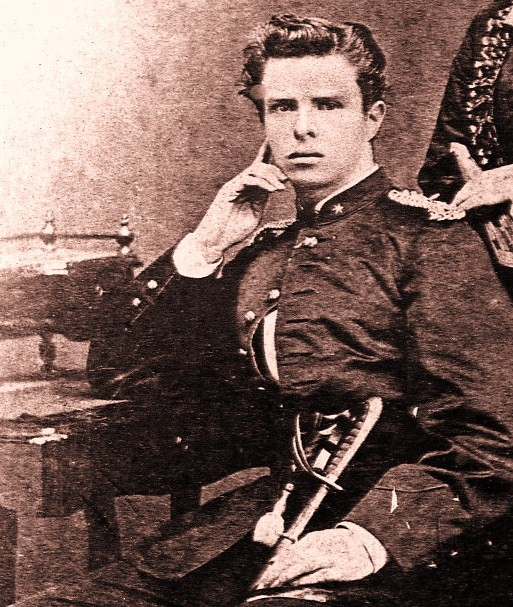
Willem Boetje
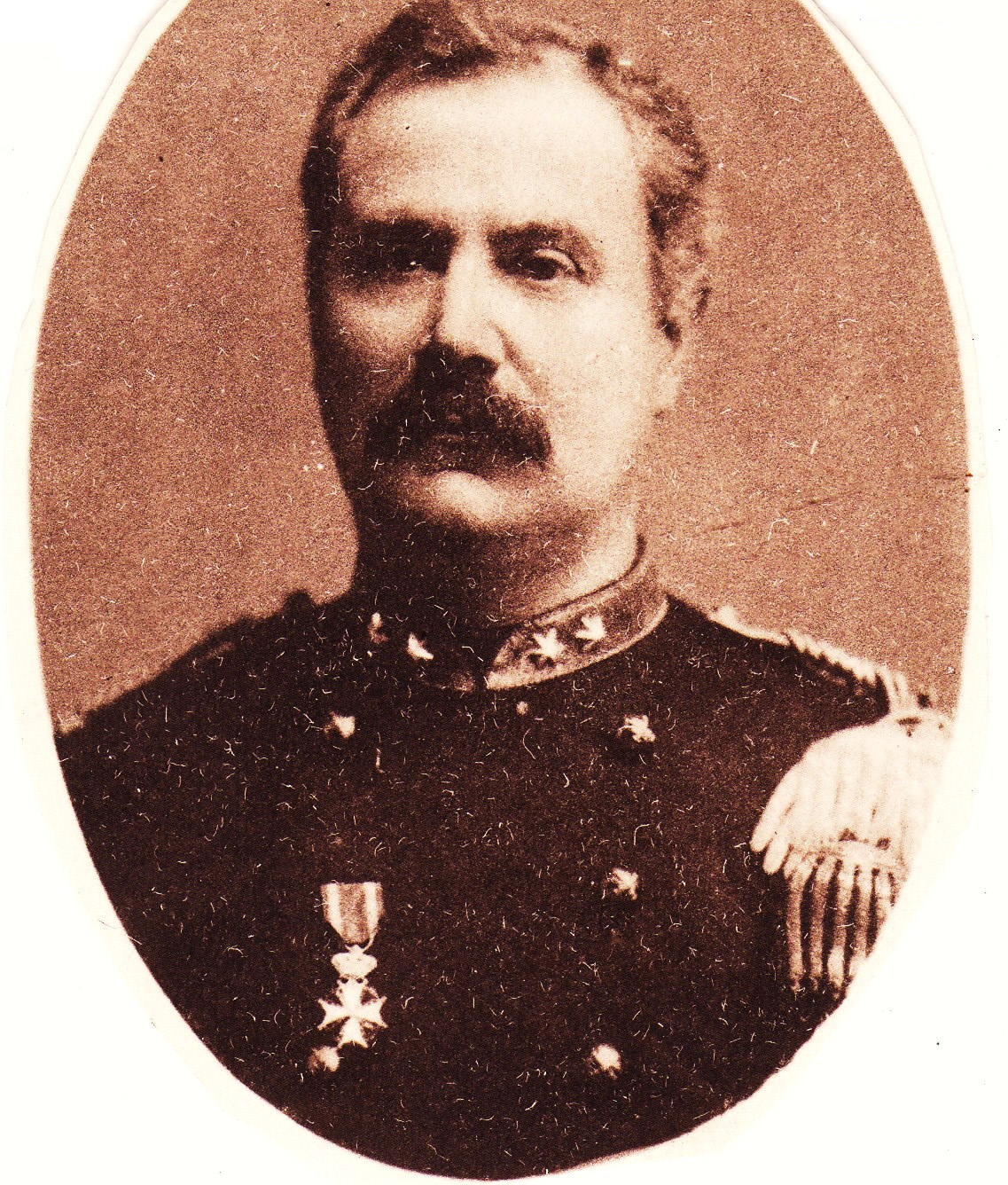
George Frederik Willem Borel
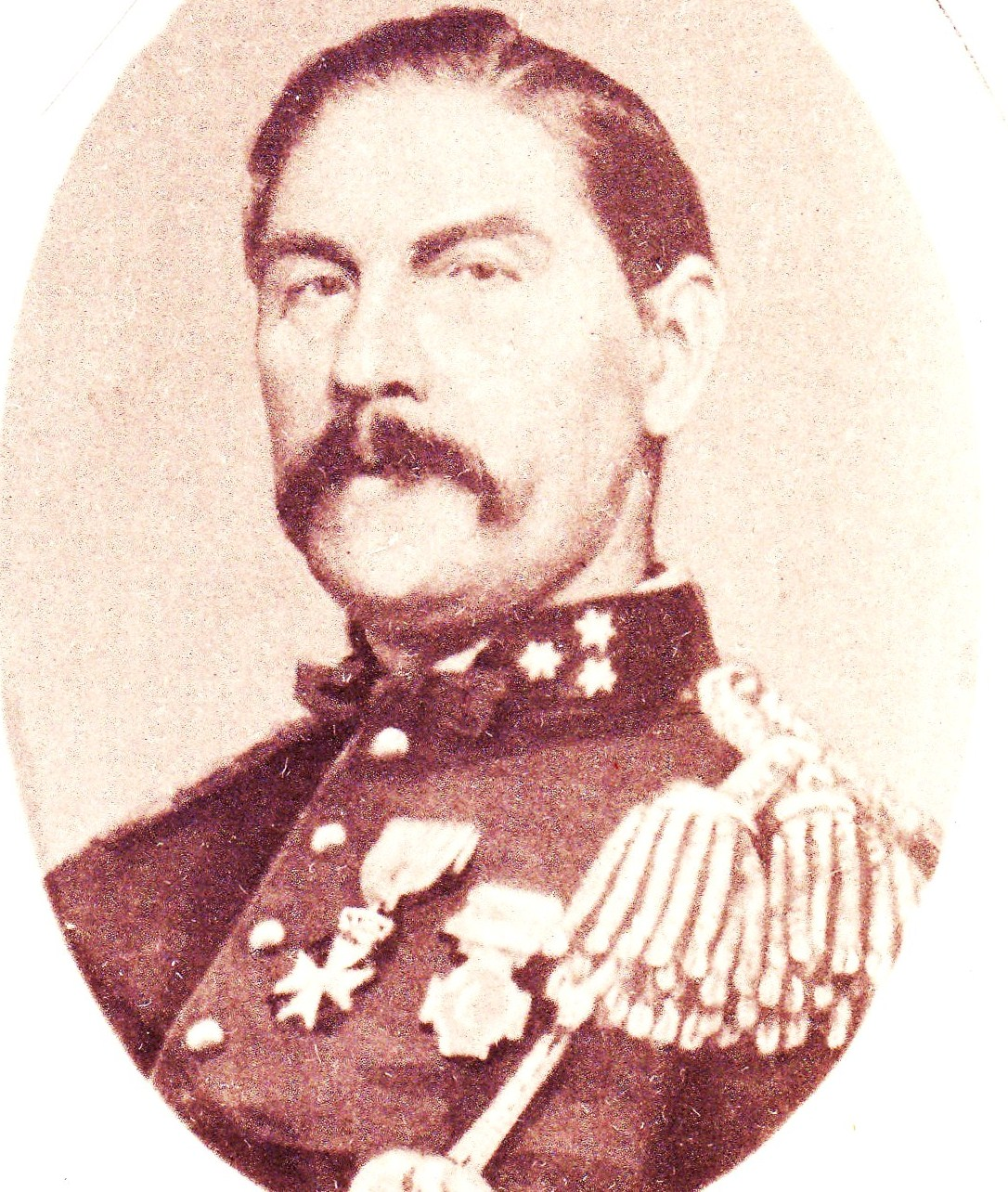
Bernard Ignace van Bosstraeten
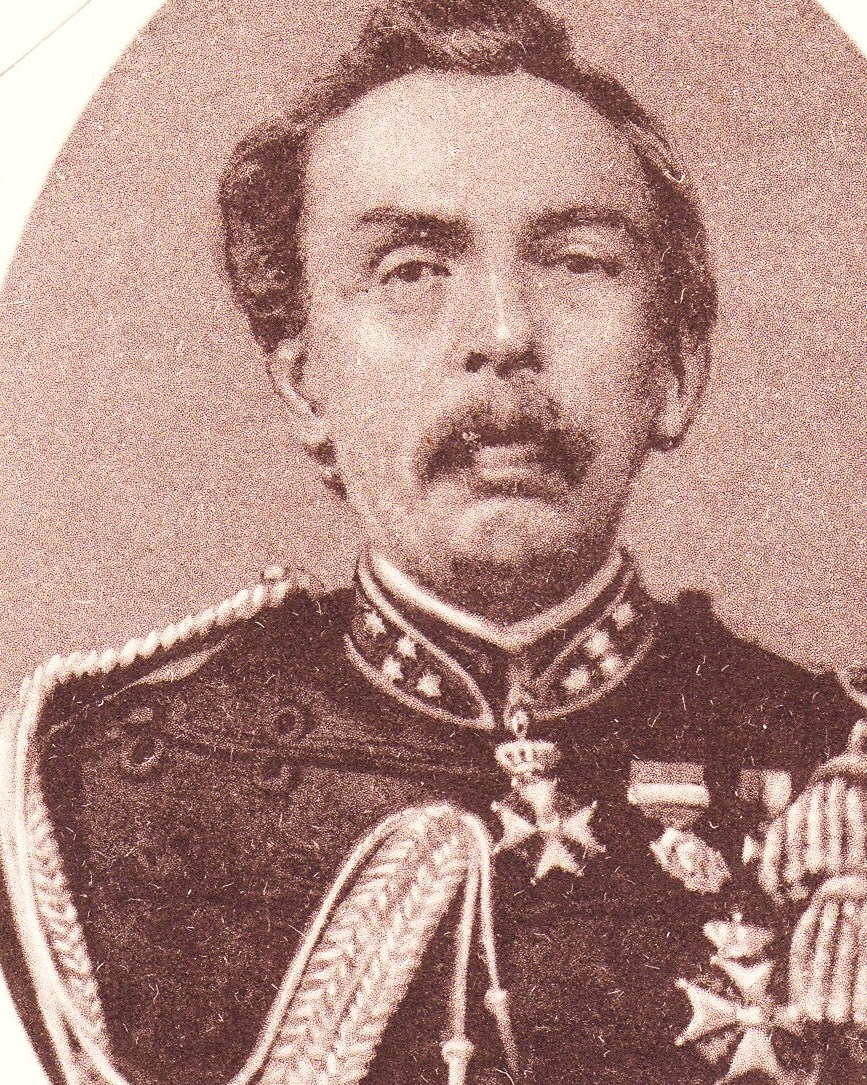
Désiré Lambert de Brabant
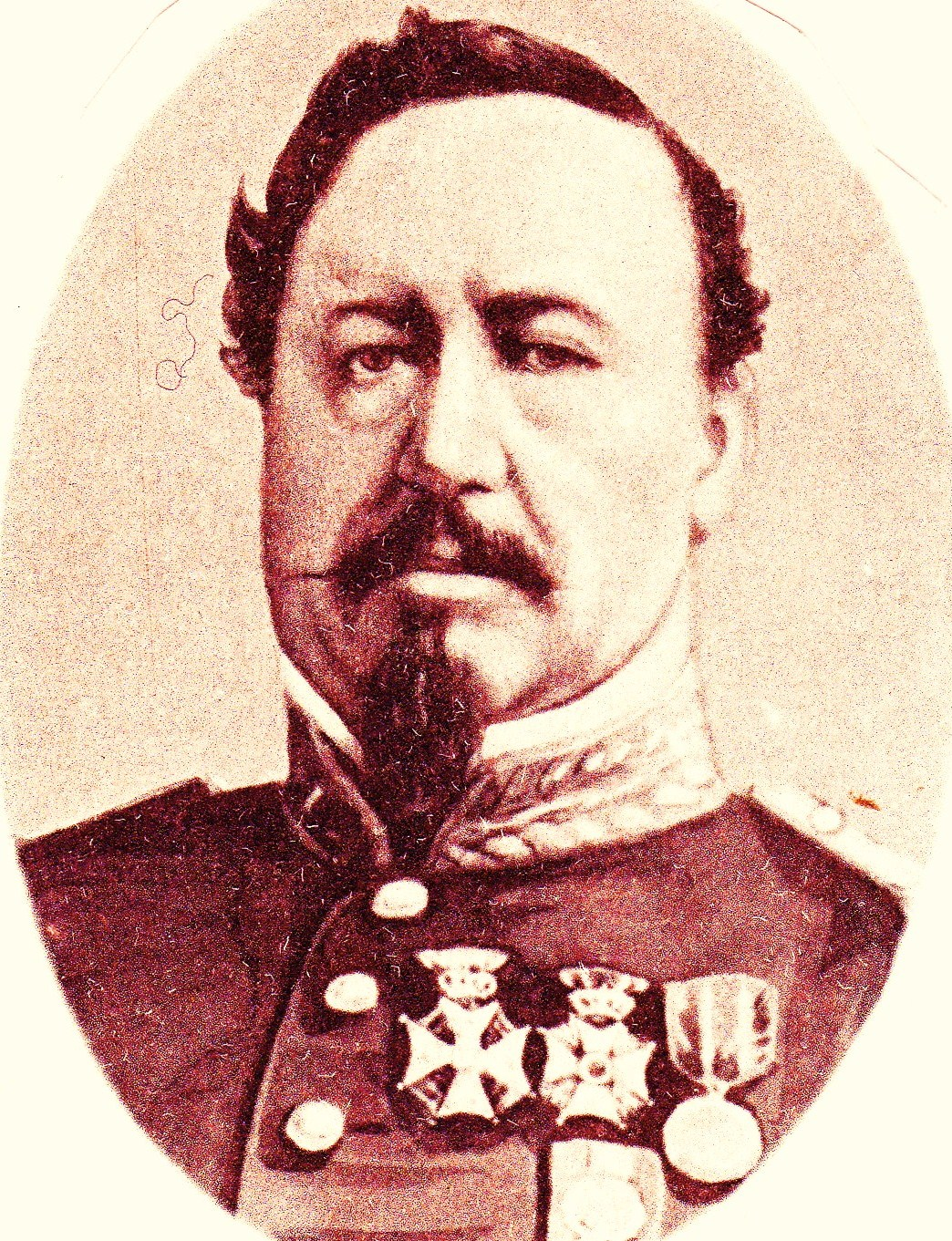
Bernardus Franciscus Josephus le Bron de Vexela
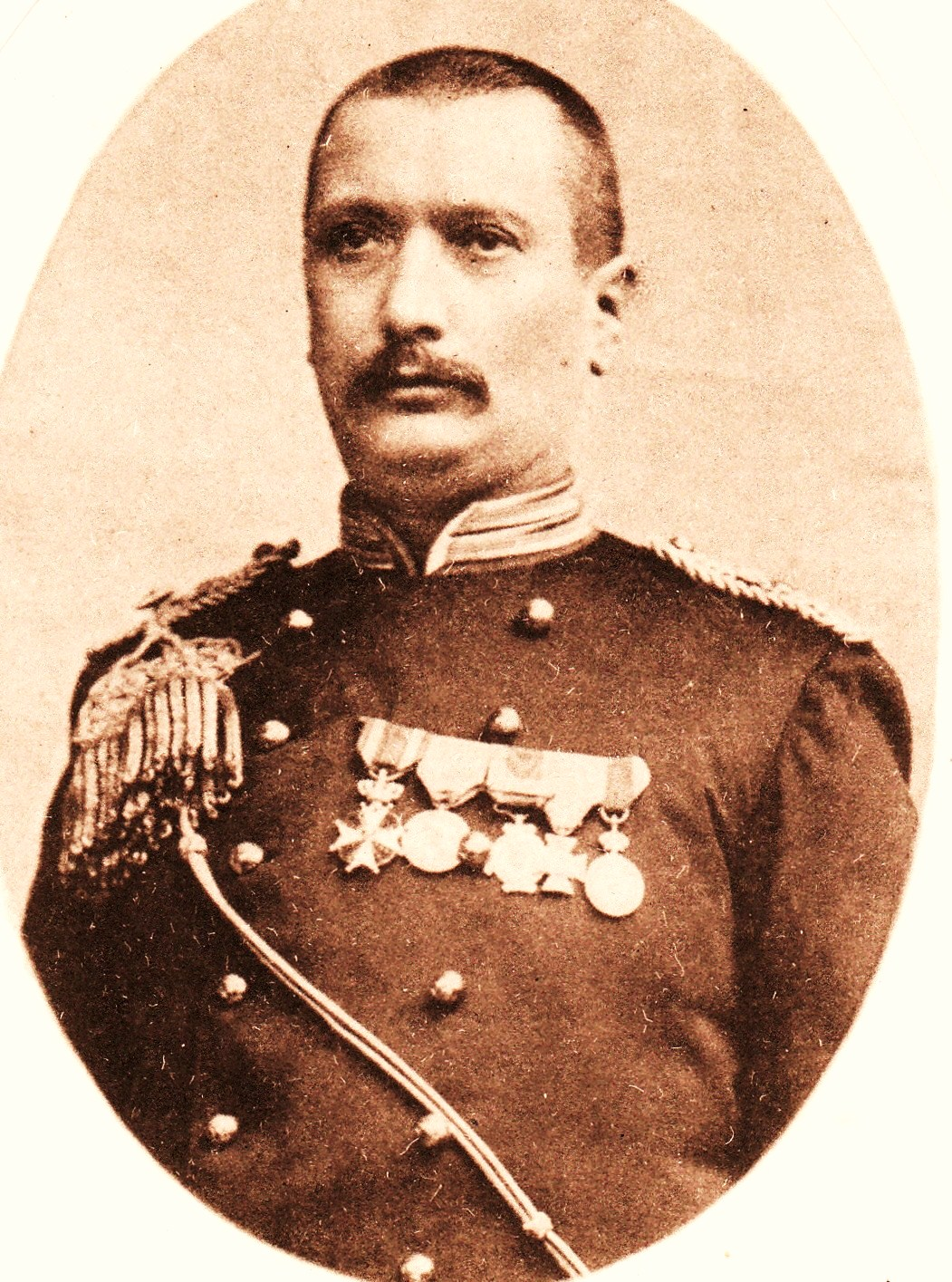
Theodorus Willem Johannes Buijs
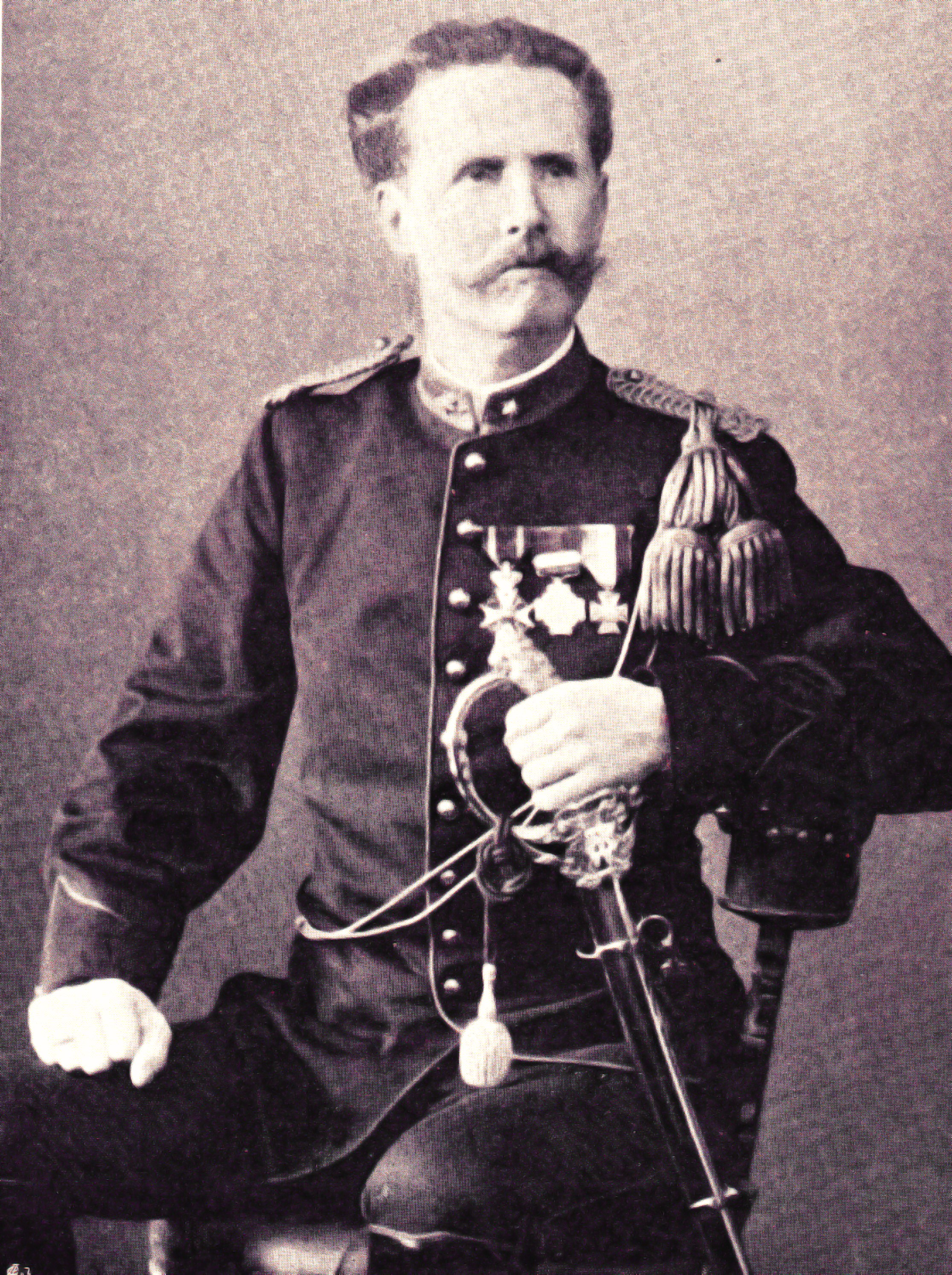
Hendrik Frederik Carel van Bijlevelt

## C

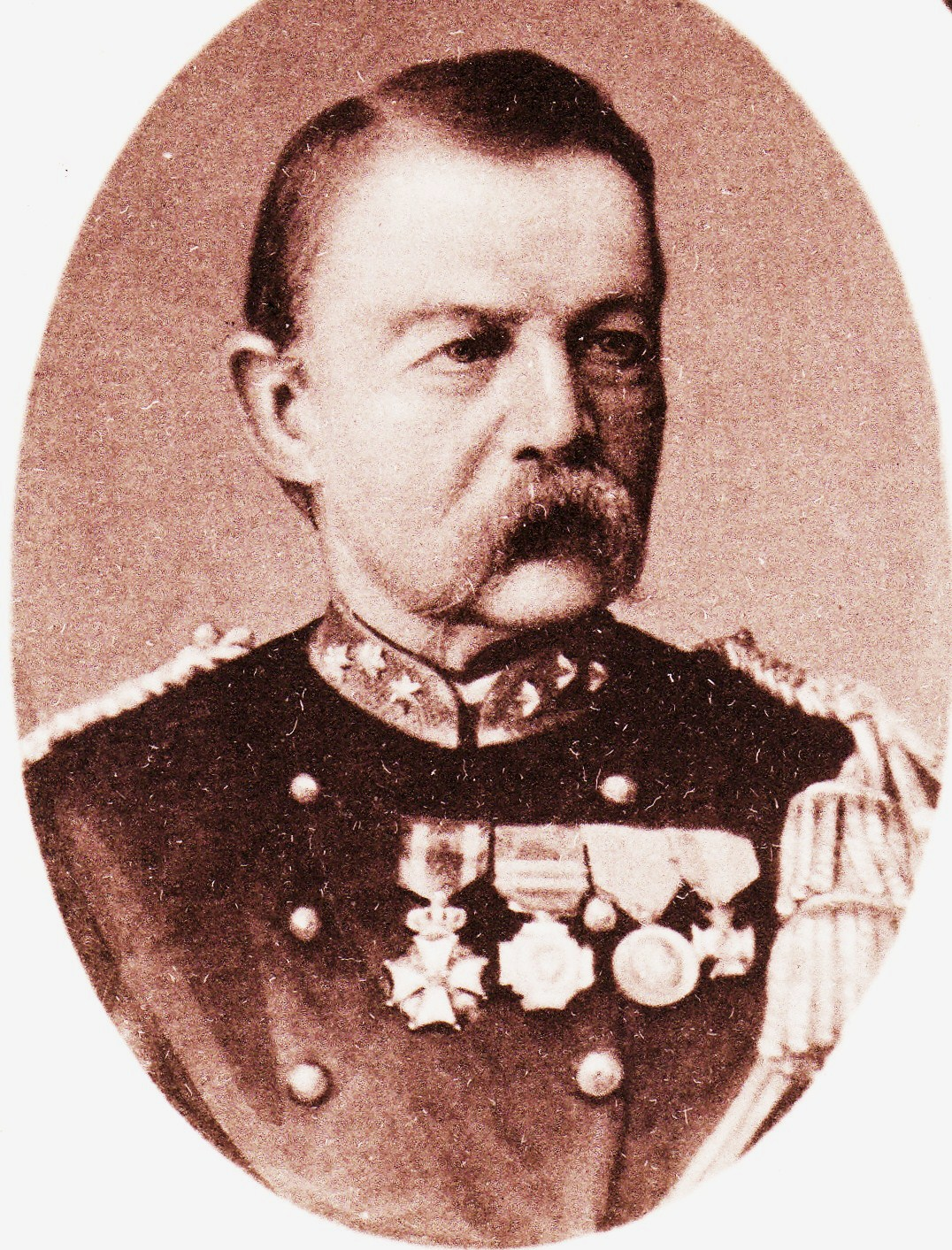
Frans Petrus Cavaljé
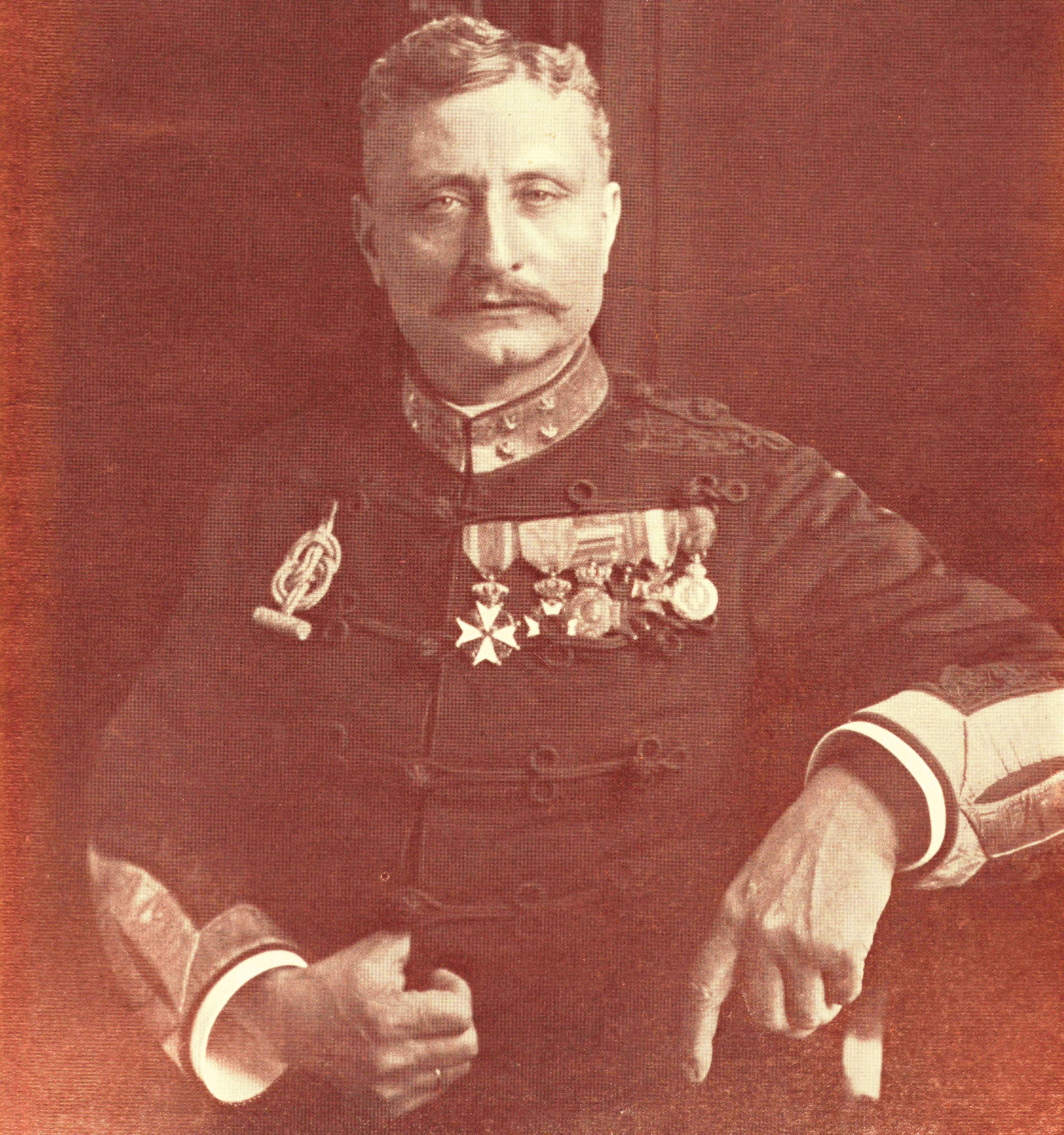
Willem Gerardus Antonius Cornelis Christan
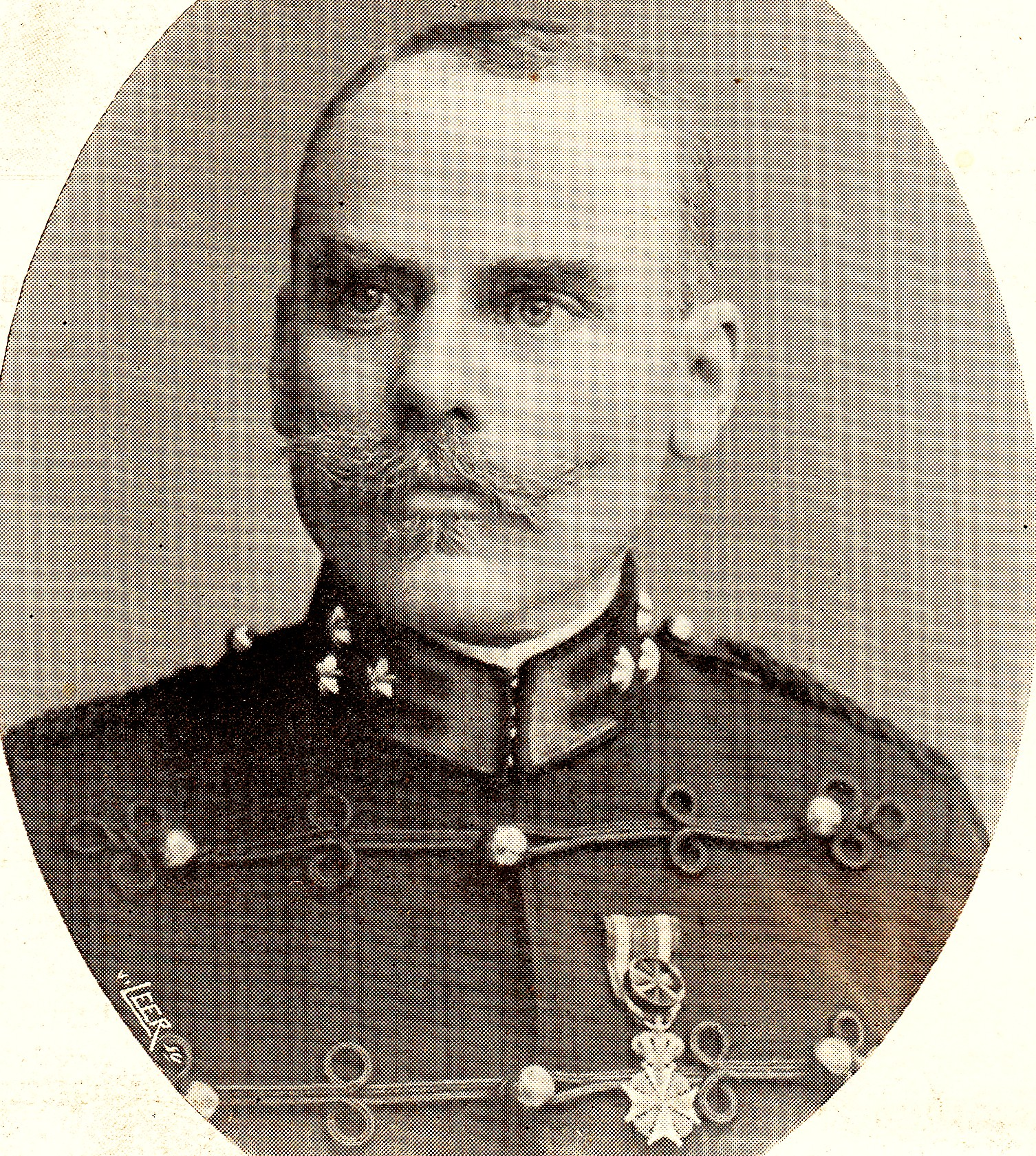
Hans Christoffel
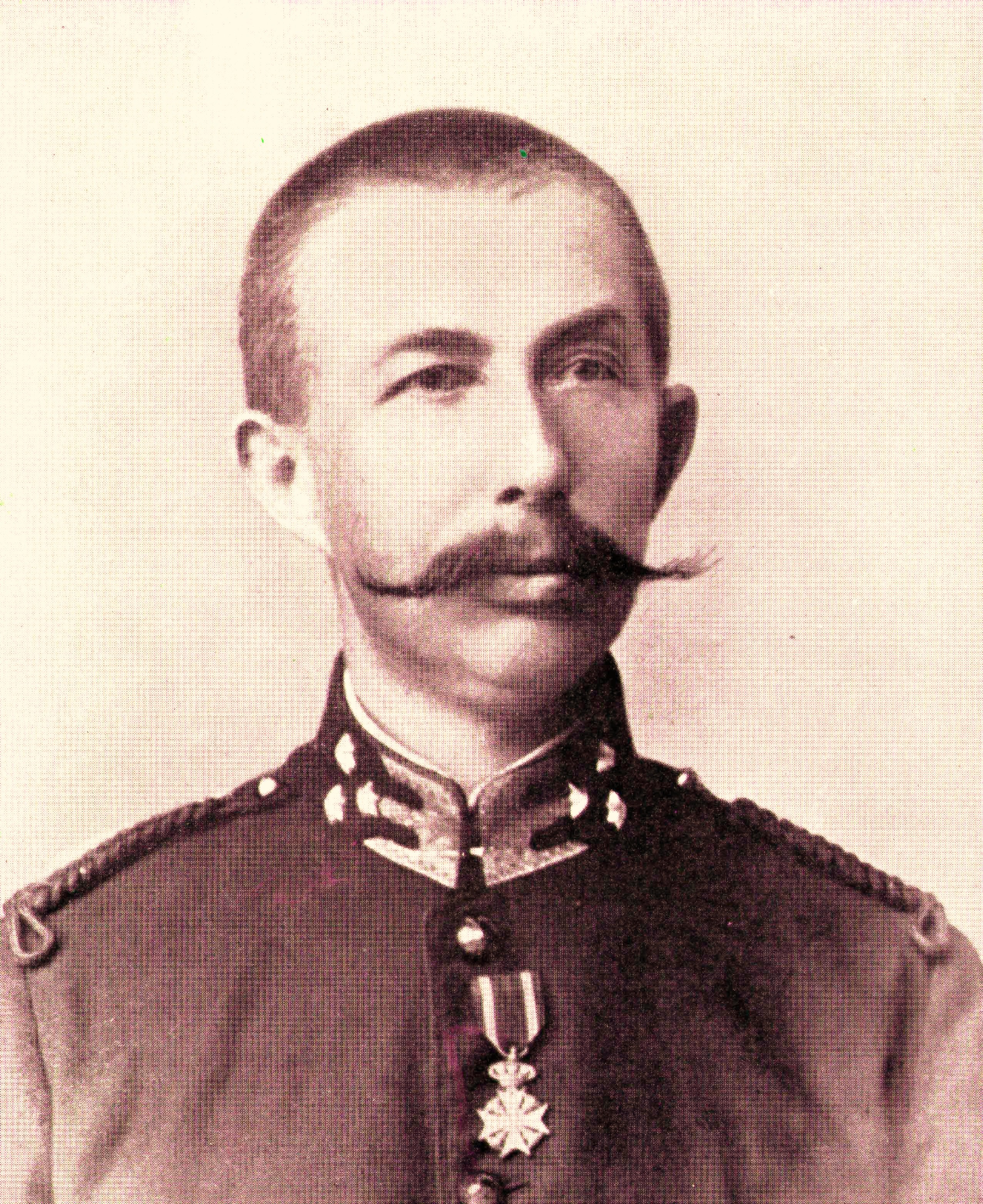
Hendrikus Colijn

- Frans Petrus Cavaljé
- Willem Gerardus Antonius Cornelis Christan
- Hans Christoffel
- Hendrikus Colijn

## D

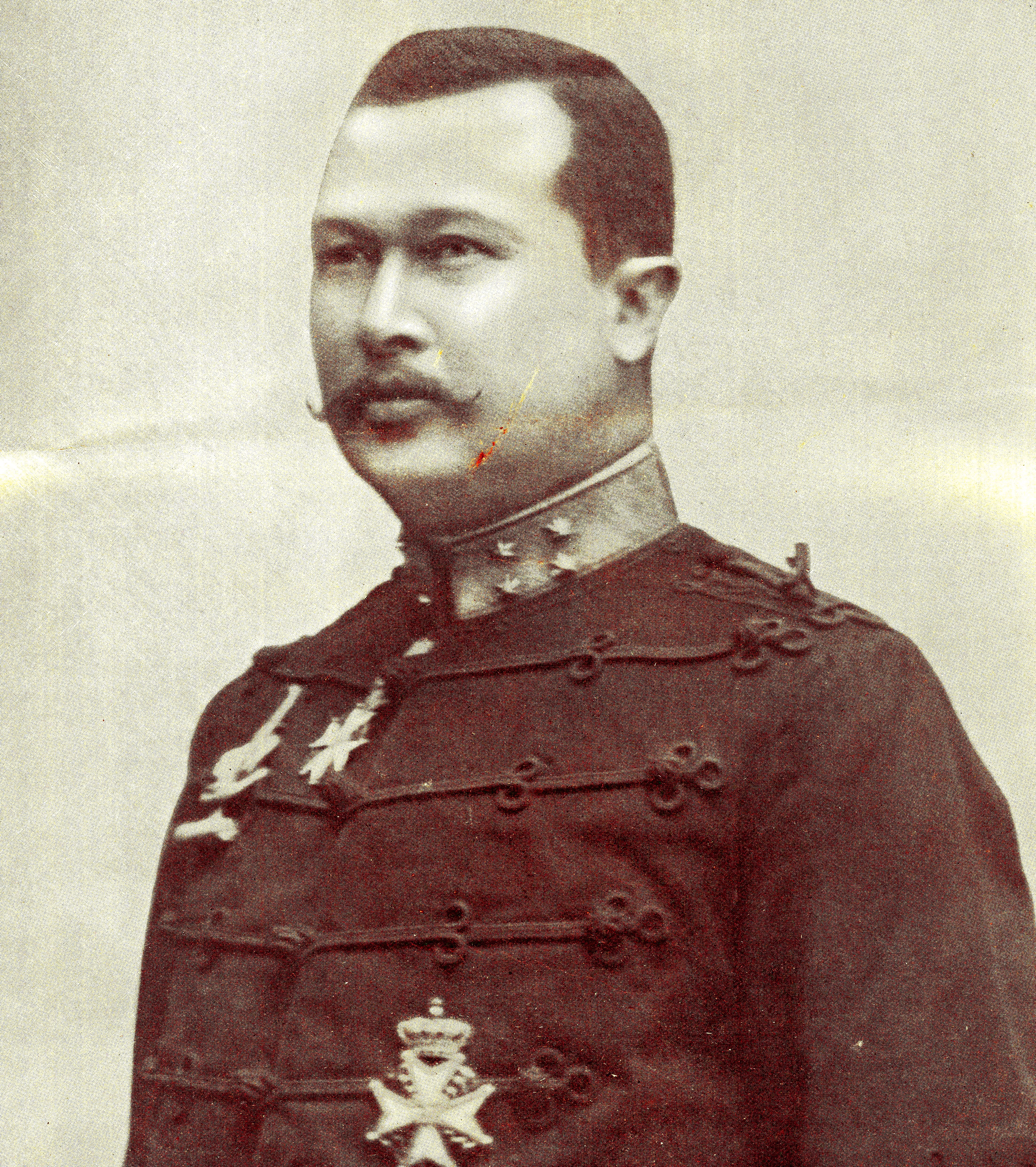
Gotfried Coenraad Ernst van Daalen (1863-1930)
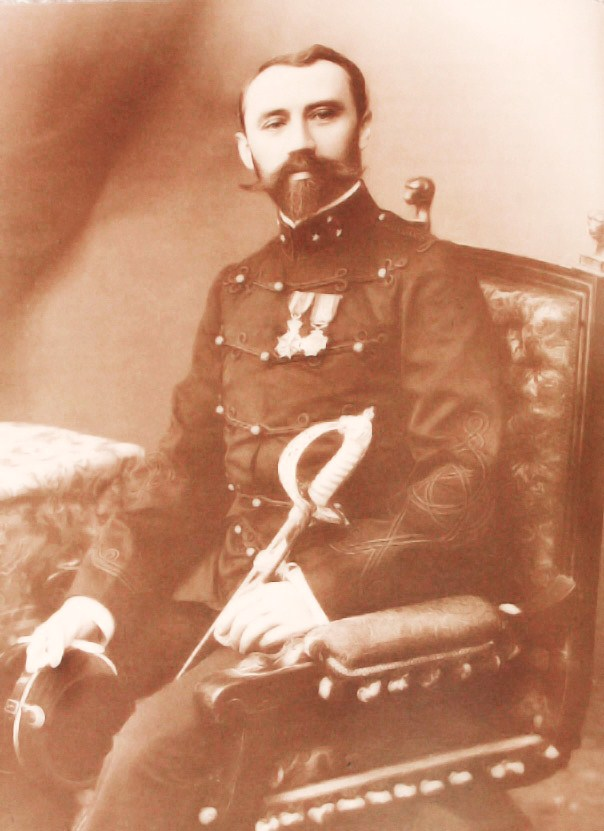
Franciscus Darlang
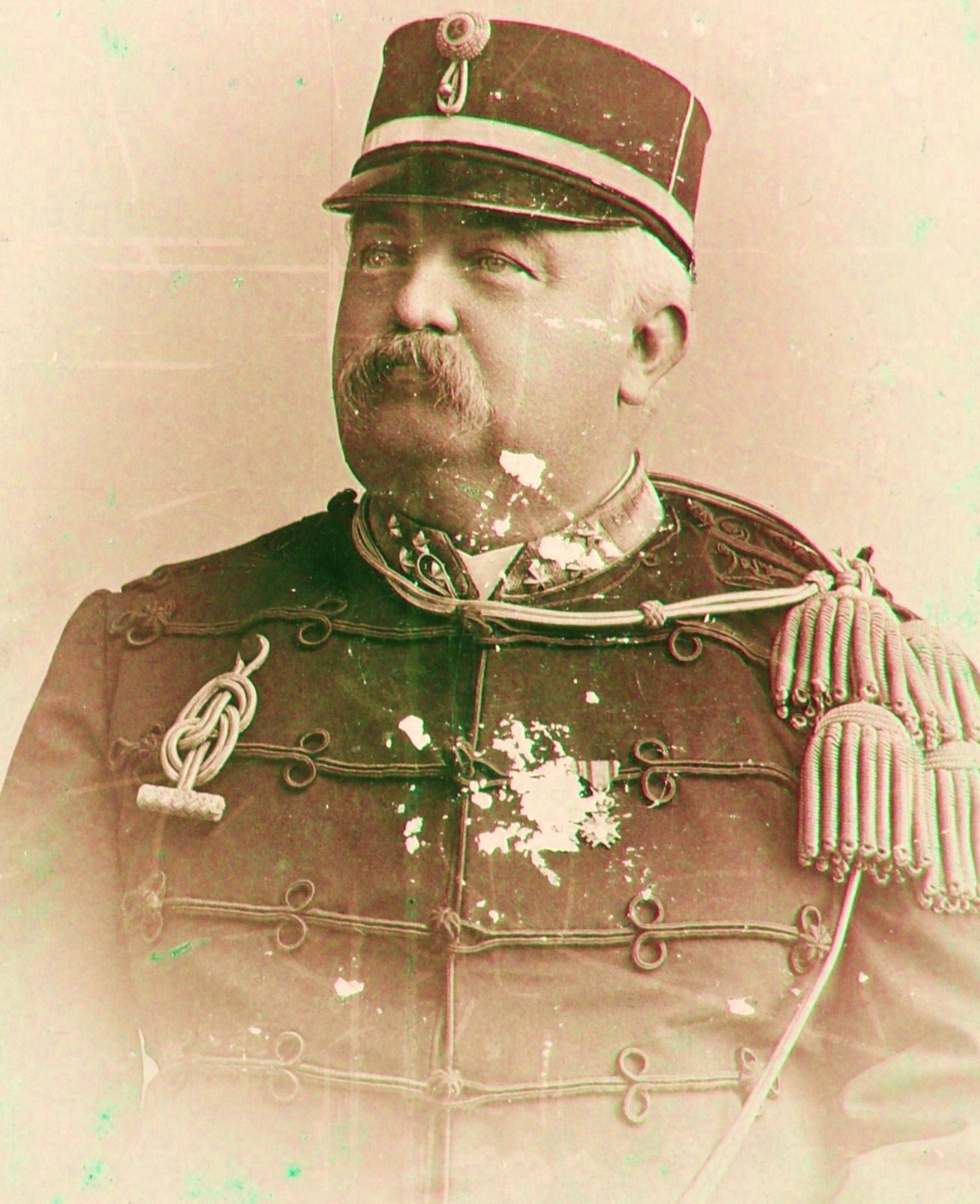
Christoffel Deykerhoff
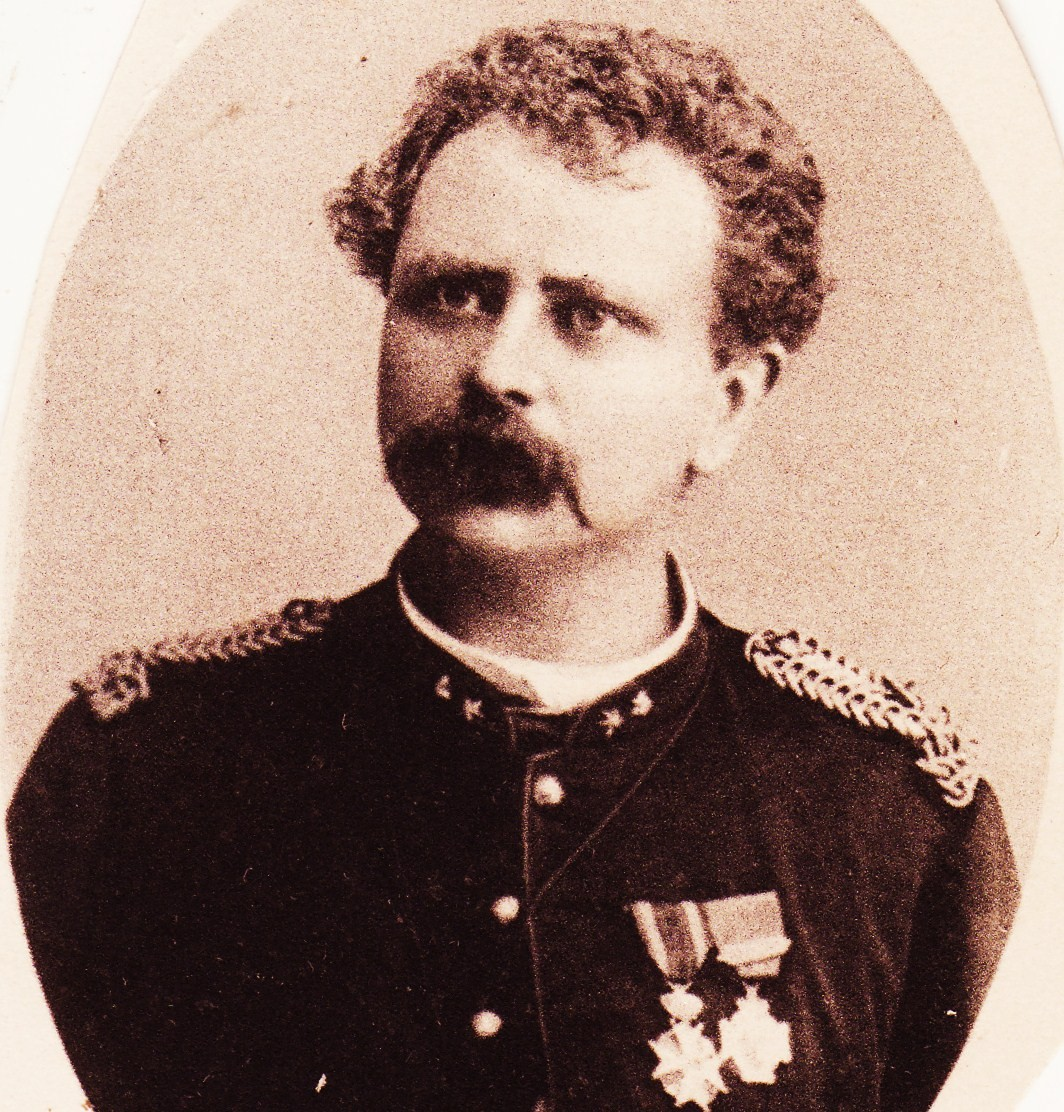
Sipko Drijber
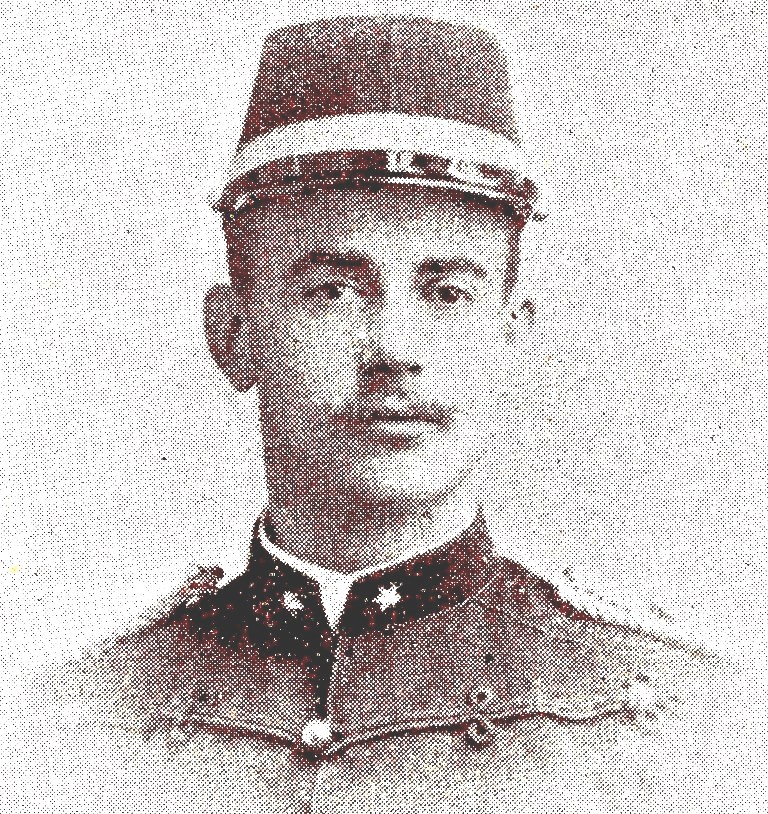
Abraham Dudok van Heel

- Gotfried Coenraad Ernst van Daalen (1863-1930)
- Franciscus Darlang
- Christoffel Deykerhoff
- Sipko Drijber
- Abraham Dudok van Heel

## E

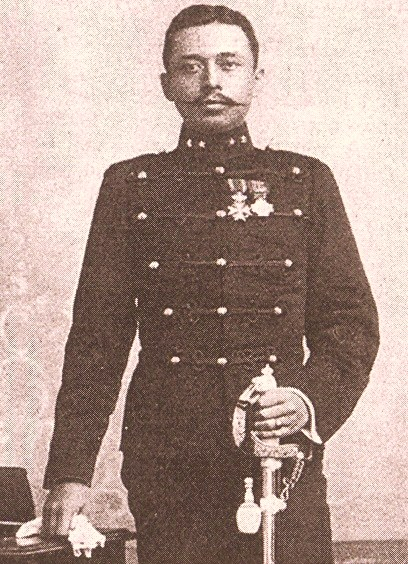
Jan Engelbert van Bevervoorde
- J.R. Engelhard

- Jan Engelbert van Bevervoorde

## F

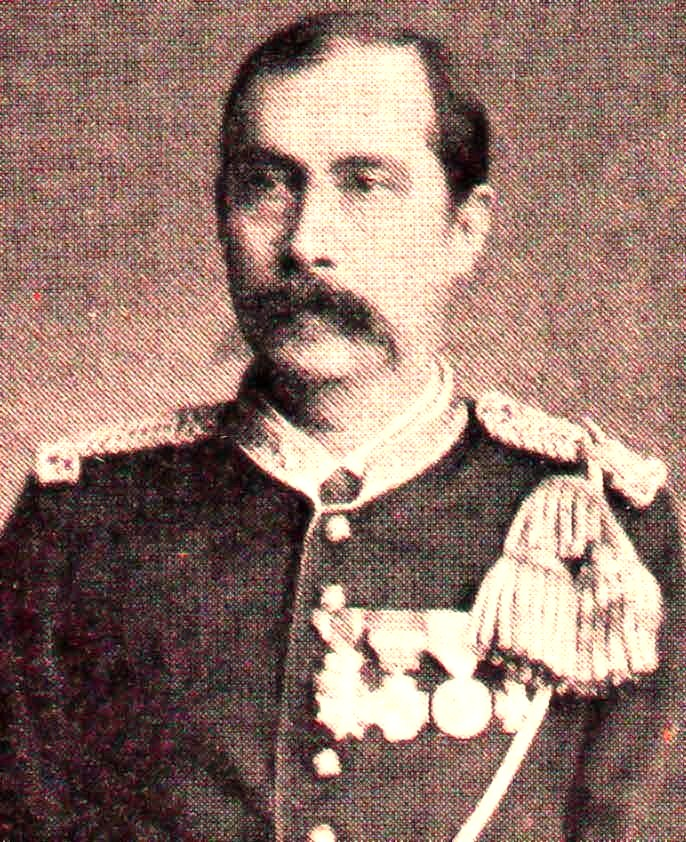
Gaston Feuilletau de Bruyn
- A. Franssen Herderschee

- Gaston Feuilletau de Bruyn

## G

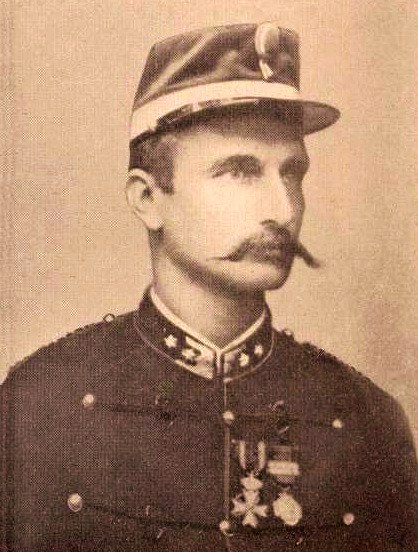
Anthonius Geertsema Beckeringh
- E.J. Geldorp
- J.E.W. van Gesseler Verschuir
- J.H.C. Godin

- Anthonius Geertsema Beckeringh

## H
- Frans van Haaften
- J.J. de Hart
- Petrus Joannes Eduardus Hartsteen
- A. van Hengel
- Joannes Benedictus van Heutsz
- P.A.H. Holten
- Hendrik Gerard Johan van Hoogstraten

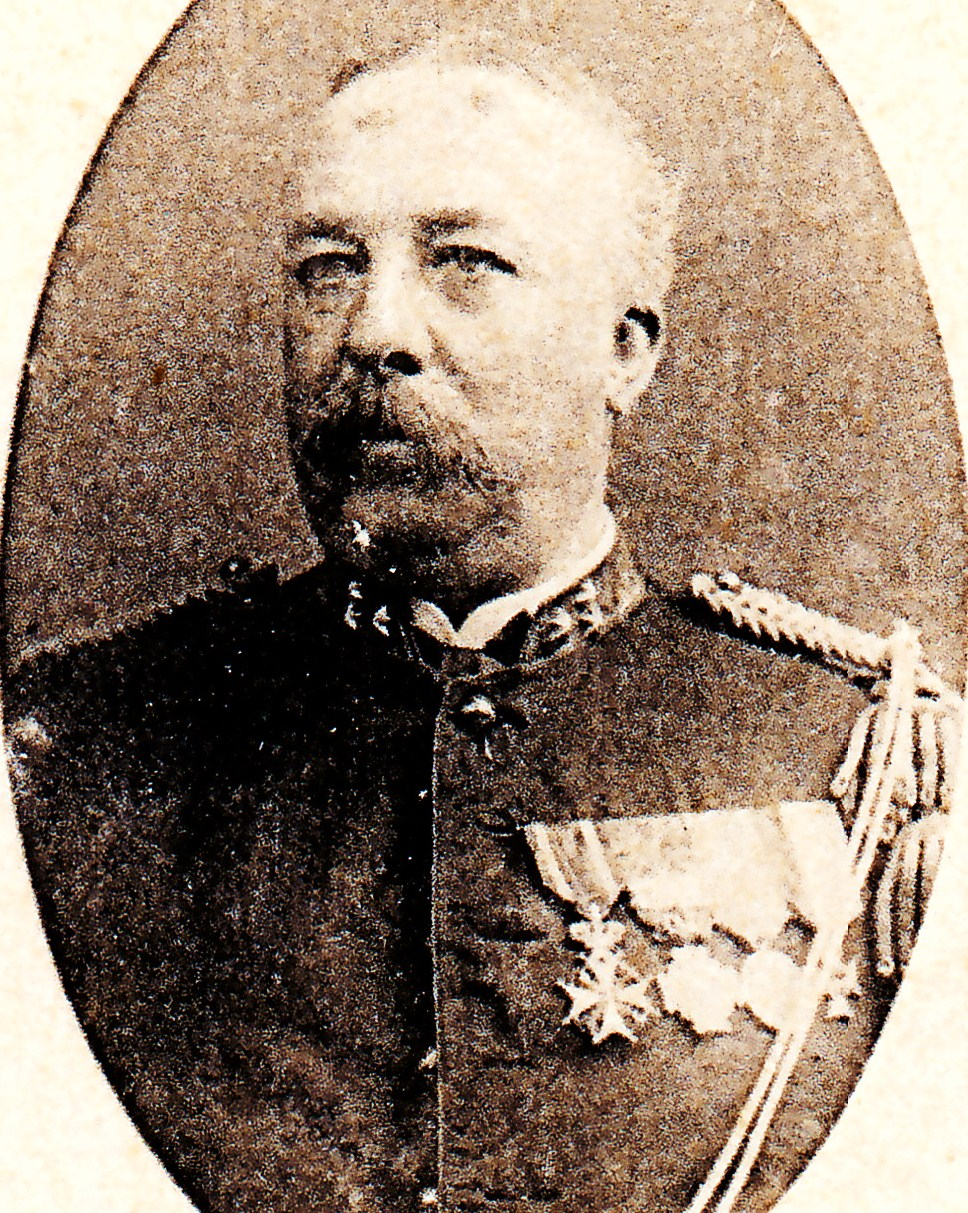
Frans van Haaften
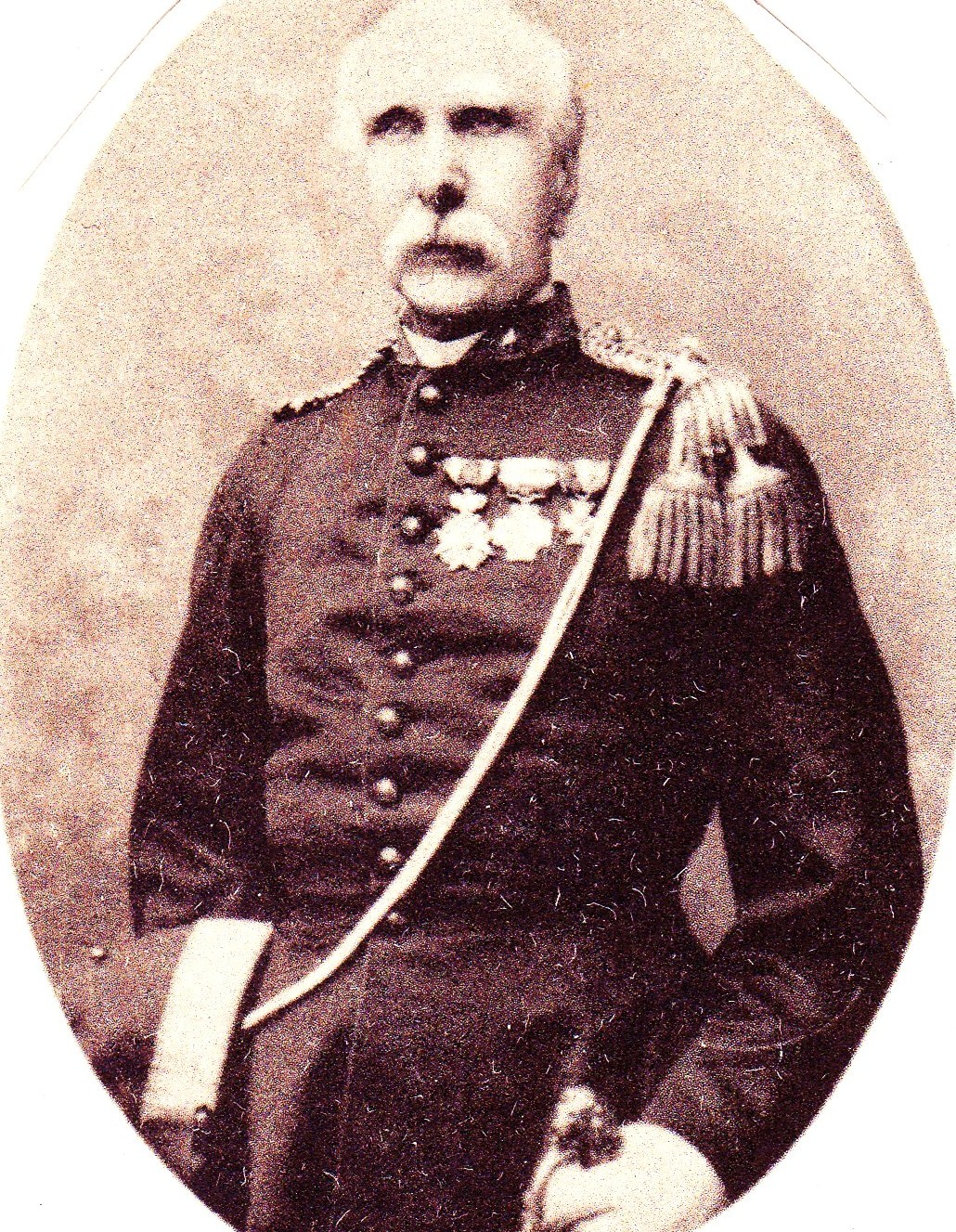
Petrus Joannes Eduardus Hartsteen
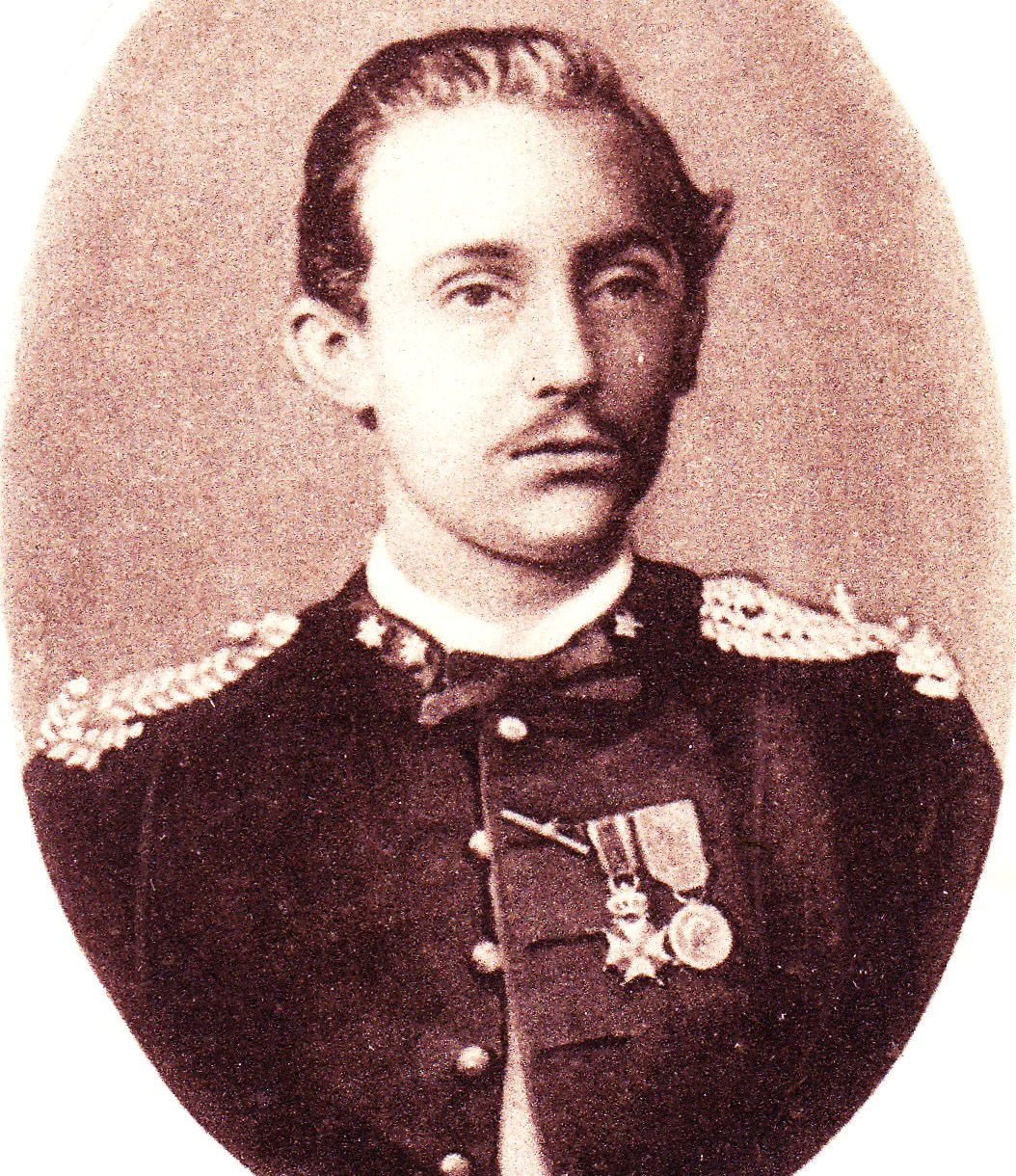
Joannes Benedictus van Heutsz
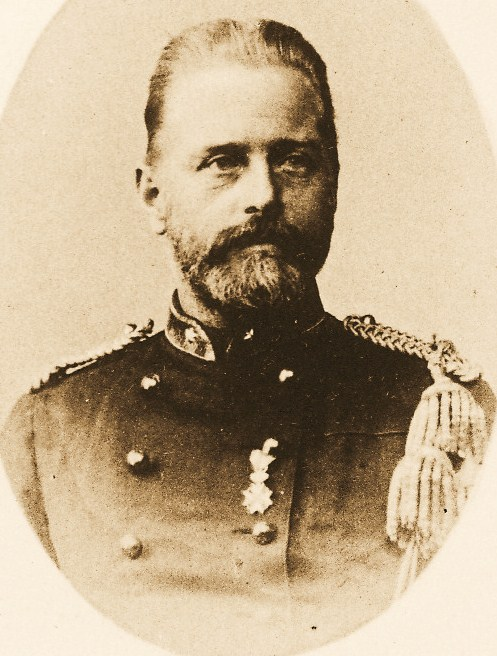
Hendrik Gerard Johan van Hoogstraten

## K

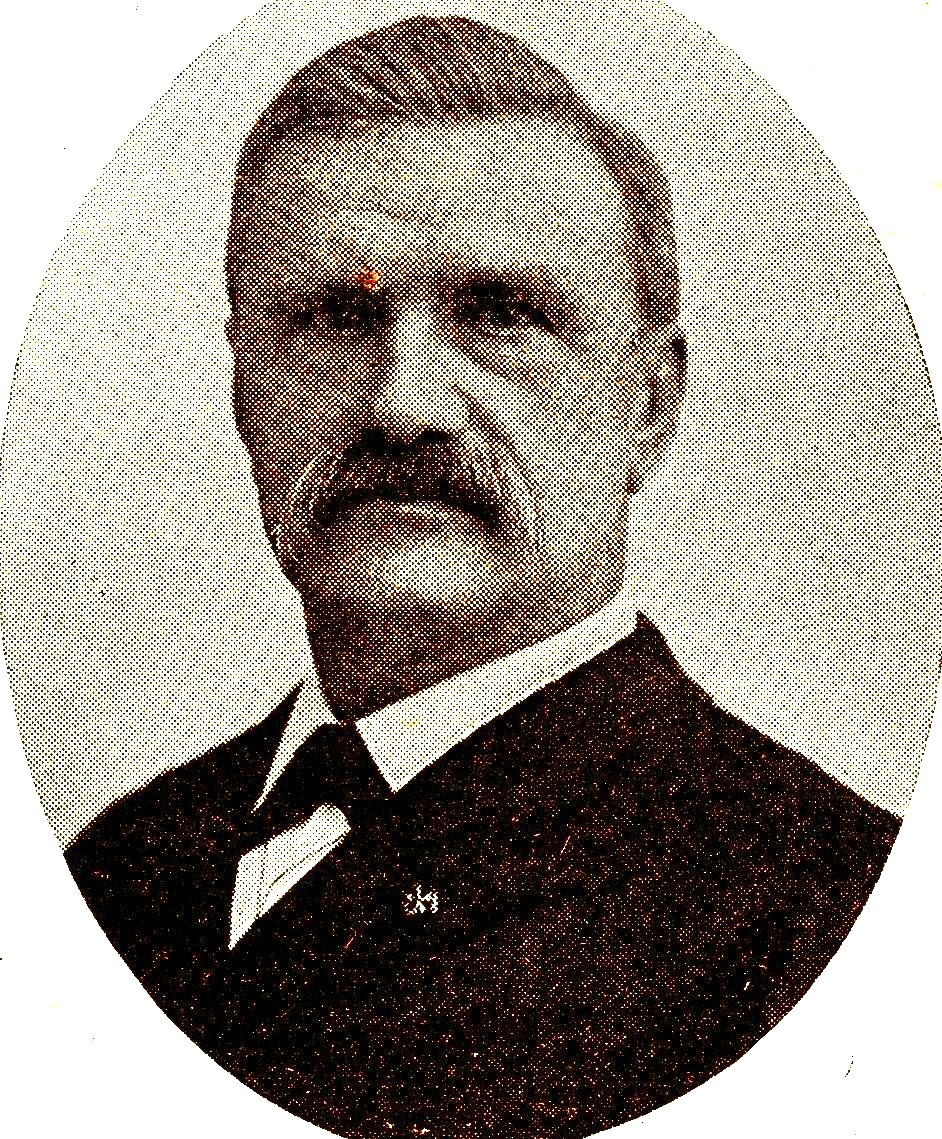
Hendrik Pieter König

- Hendrik Pieter König

## L

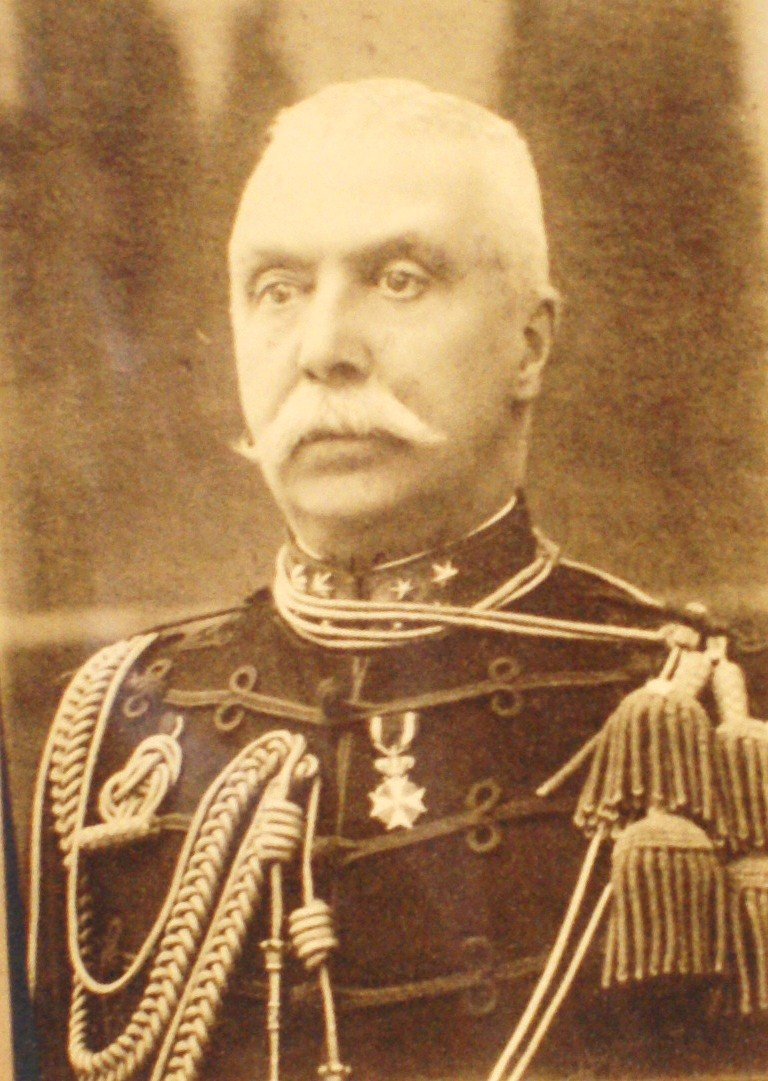
Lodewijk David Cornelis de Lannoy
- J. van Leyden
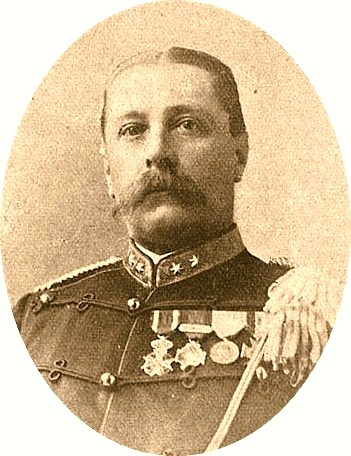
Emile Henri Florent Leyssius
- J.P. van Lier
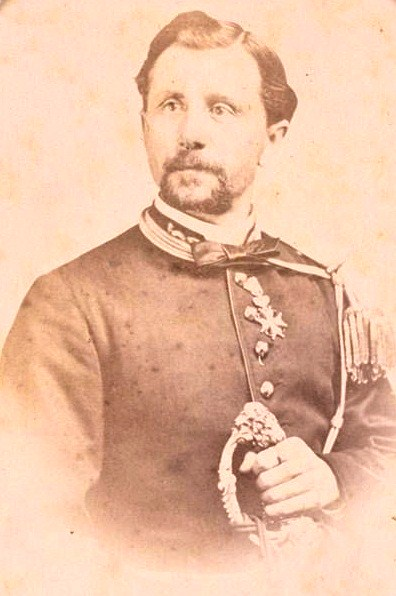
Hendrikus Johannes van Lith
- C.A. van Loenen

- Lodewijk David Cornelis de Lannoy
- Emile Henri Florent Leyssius
- Hendrikus Johannes van Lith

## M

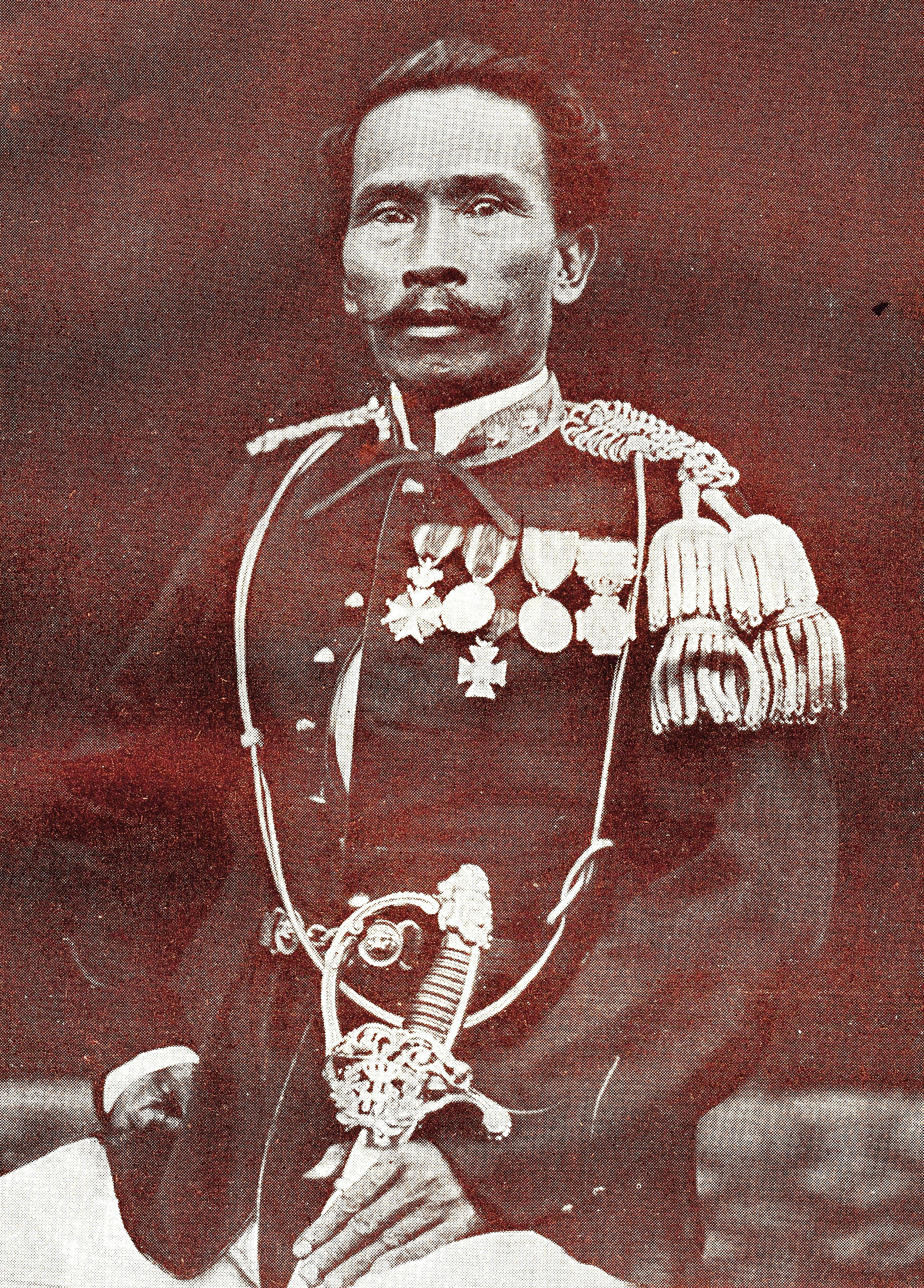
Majang Koro
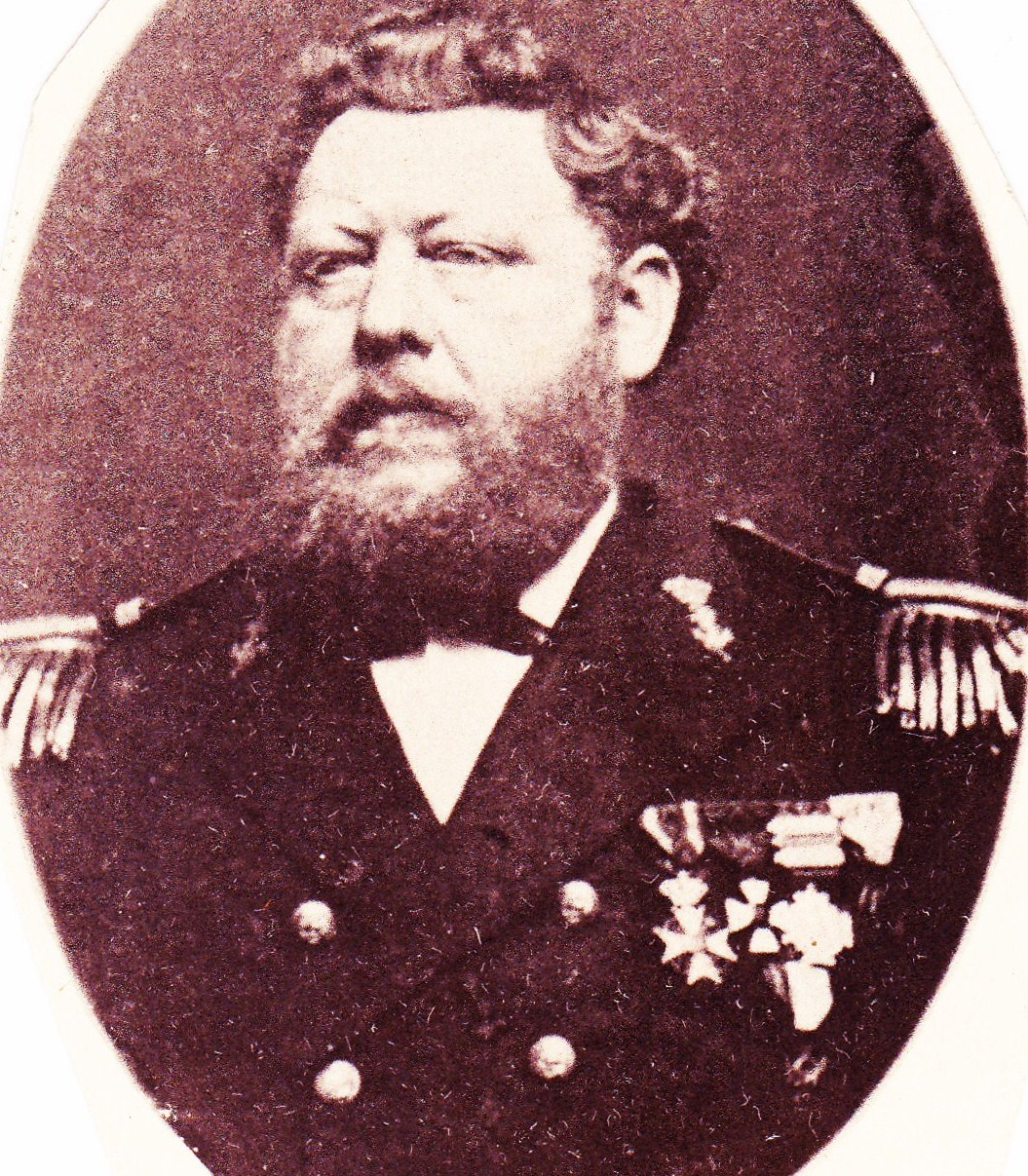
Cornelis Johannes Marinkelle
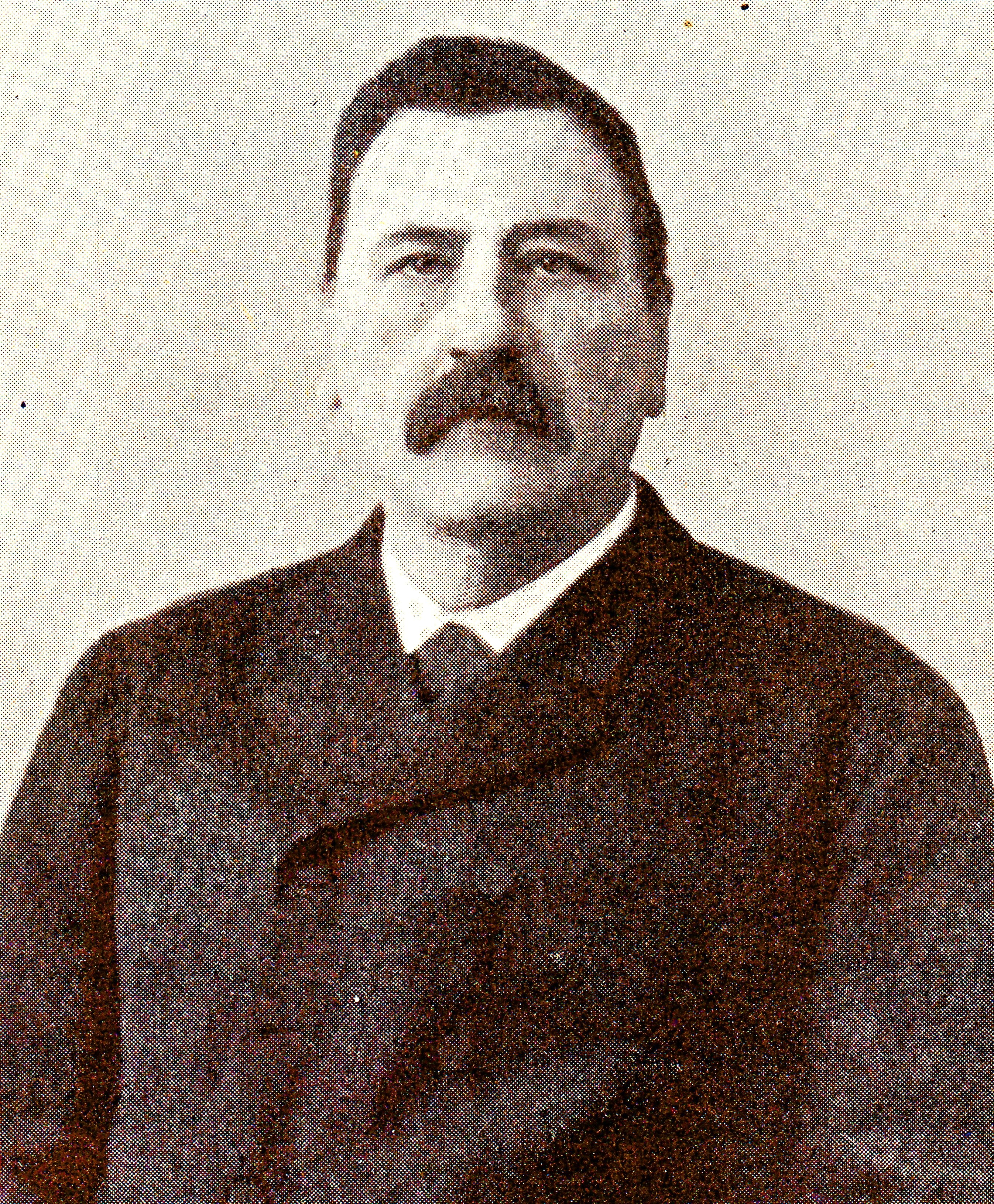
Hendrik Frederik Meijer
- A.P.W. Meis
- Jhr. Arend Frederik Meijer
- F.C.E. Meijer
- H.F. Meijer
- H.E. Munniks de Jongh
- W.G. Munters

- Majang Koro
- Cornelis Johannes Marinkelle
- Hendrik Frederik Meijer

## N

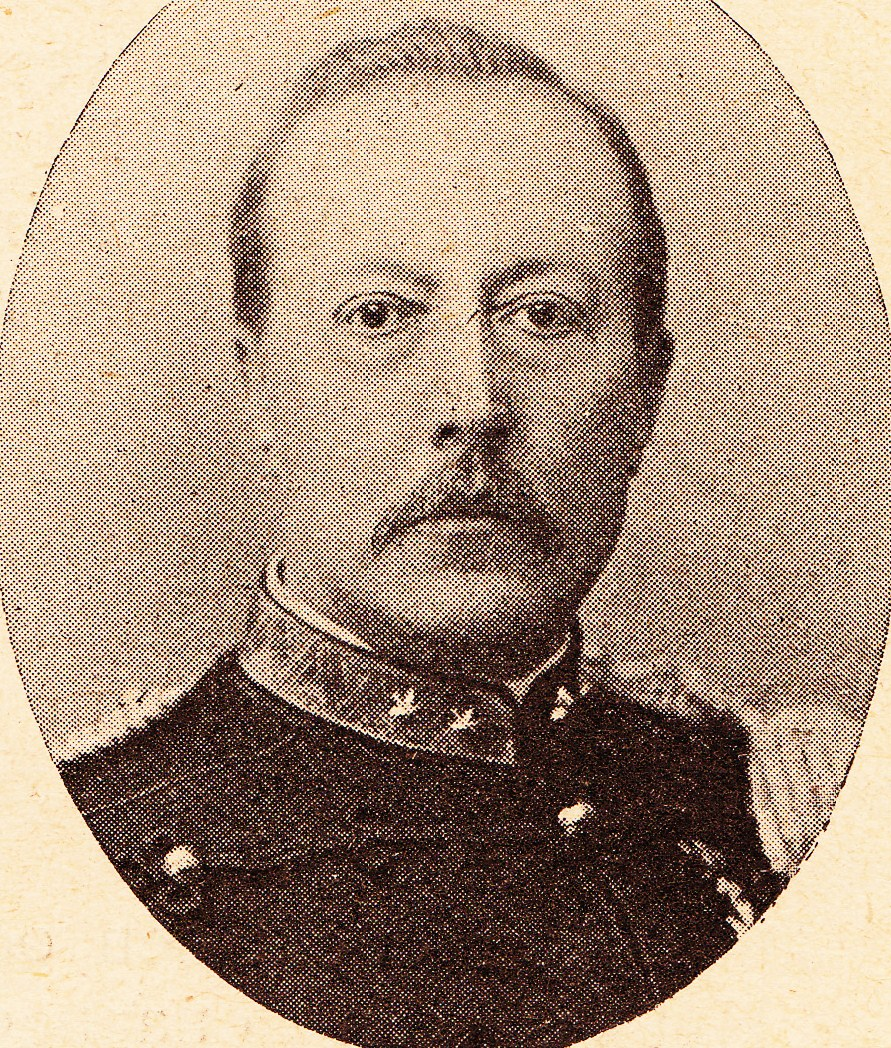
Wilhelm Christiaan Nieuwenhuijzen

- Wilhelm Christiaan Nieuwenhuijzen

## O

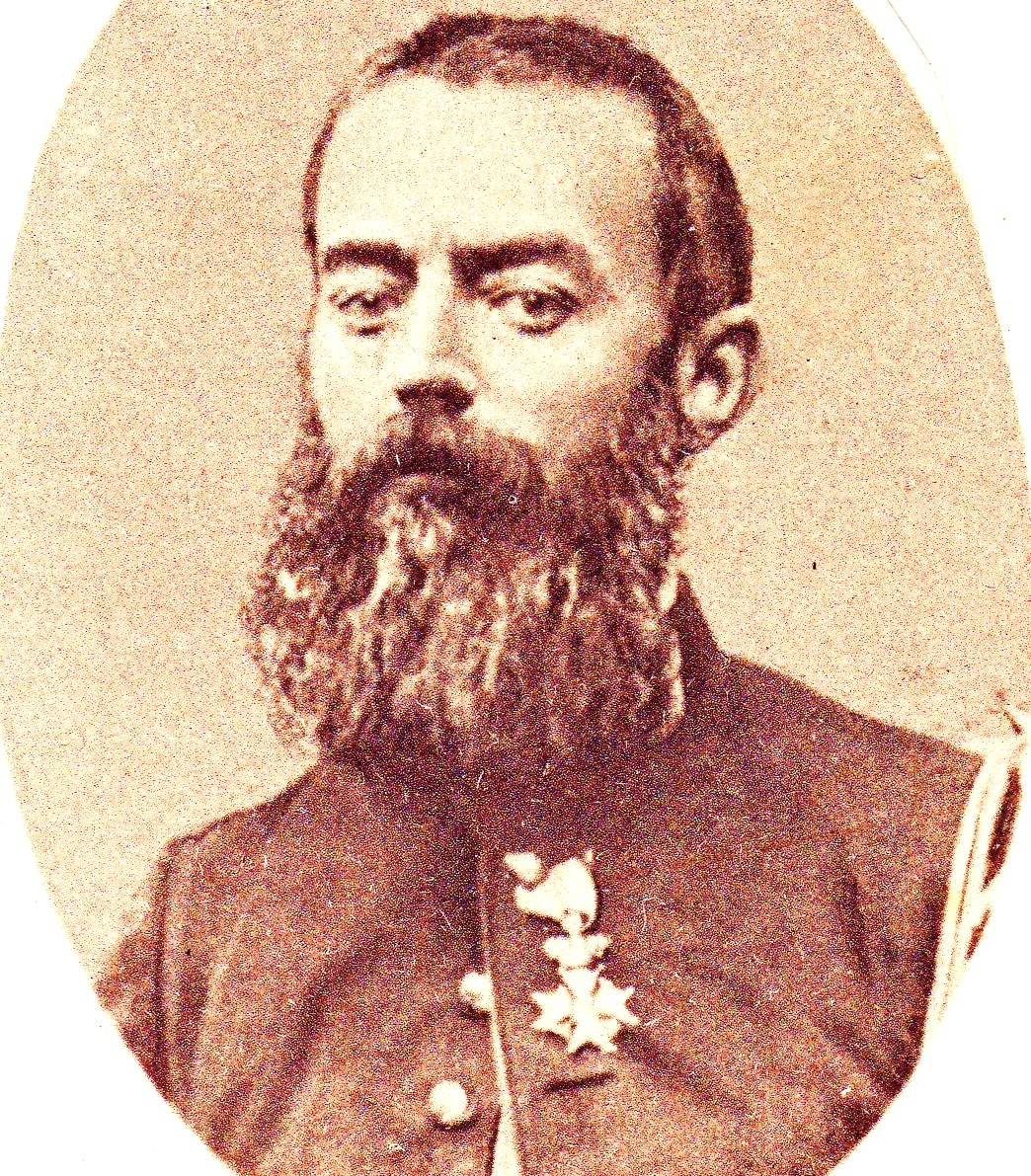
Herman Willem van Oijen

- Herman Willem van Oijen

## P

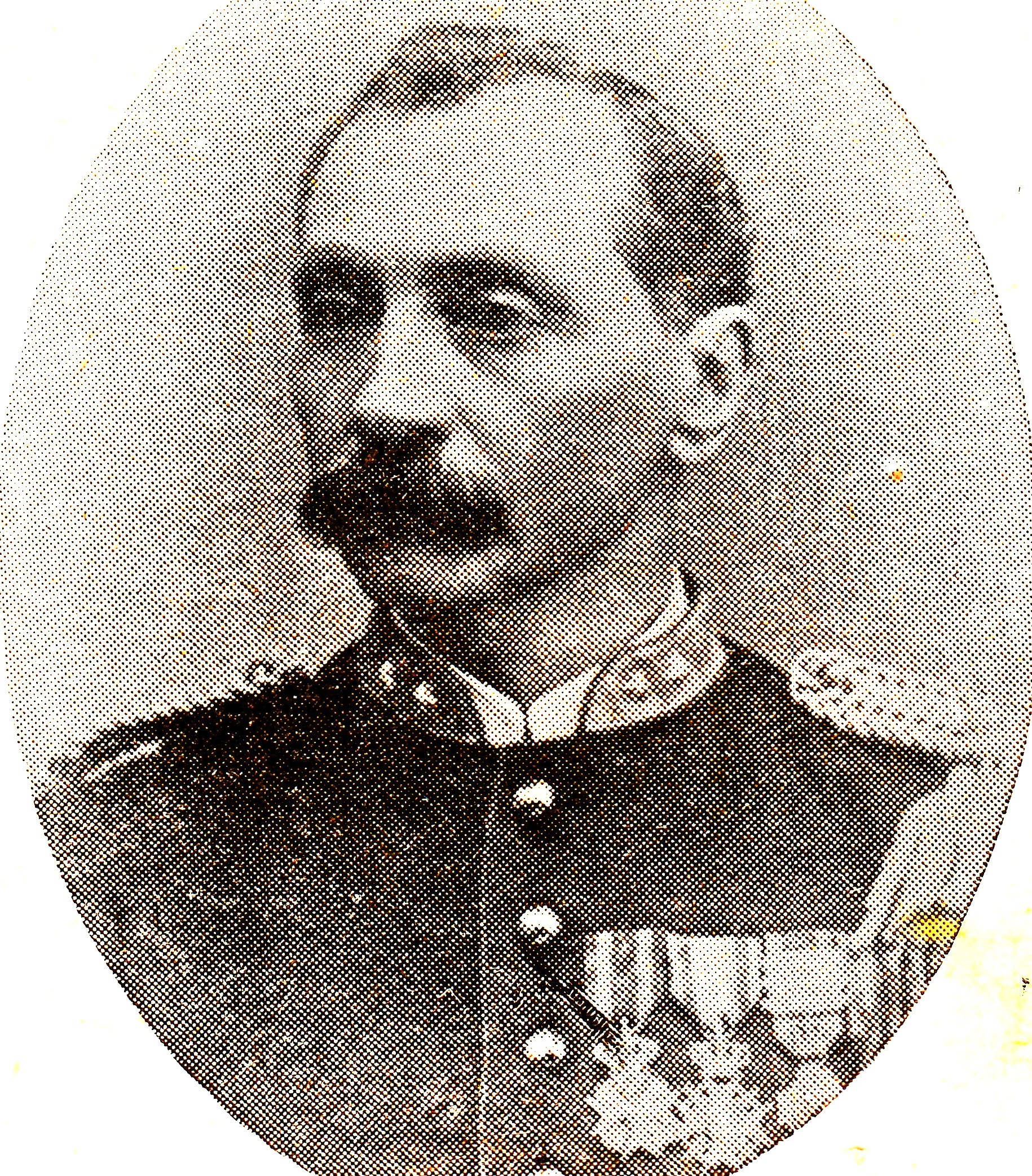
A.H. van de Pol
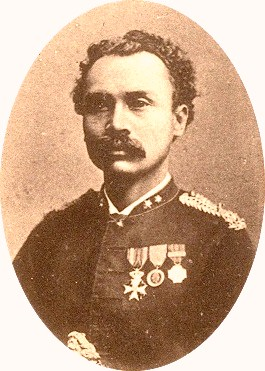
Antonius Gerardus Popelier

- A.H. van de Pol
- Antonius Gerardus Popelier

## R
- George François de Ravallet
- C. Ravesteyn
- Hendrik Wilhelm Carel Reyneke van Stuwe
- Cornelis Adrianus Rijnders
- Karel Justus Constant Rijnen
- Pieter Roodzant
- Marinus Bernardus Rost van Tonningen
- A.J. Royen

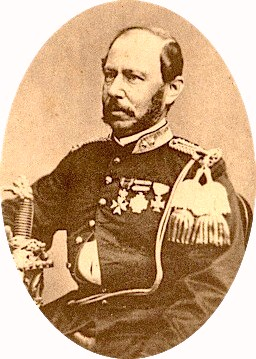
George François de Ravallet
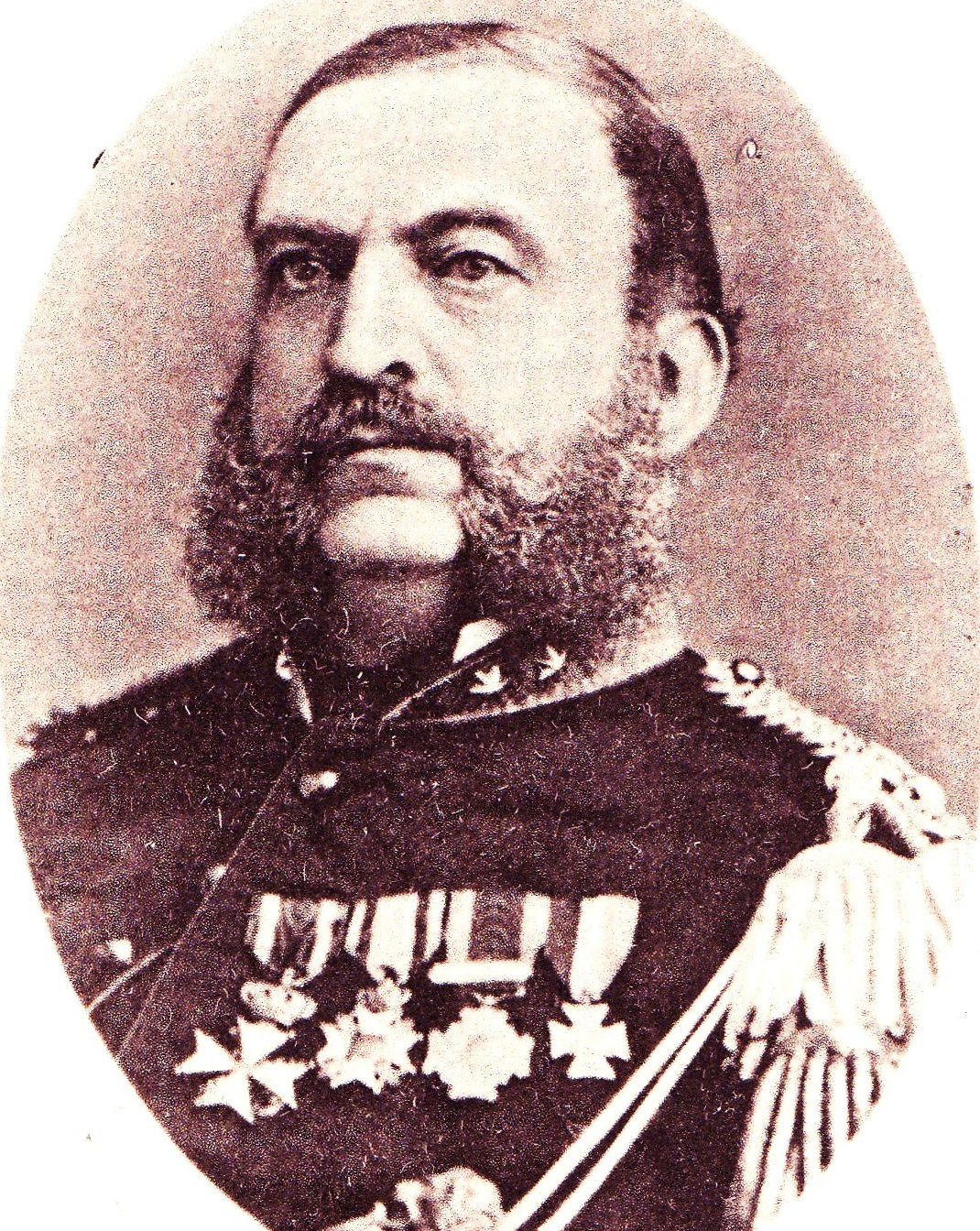
Hendrik Wilhelm Carel Reyneke van Stuwe
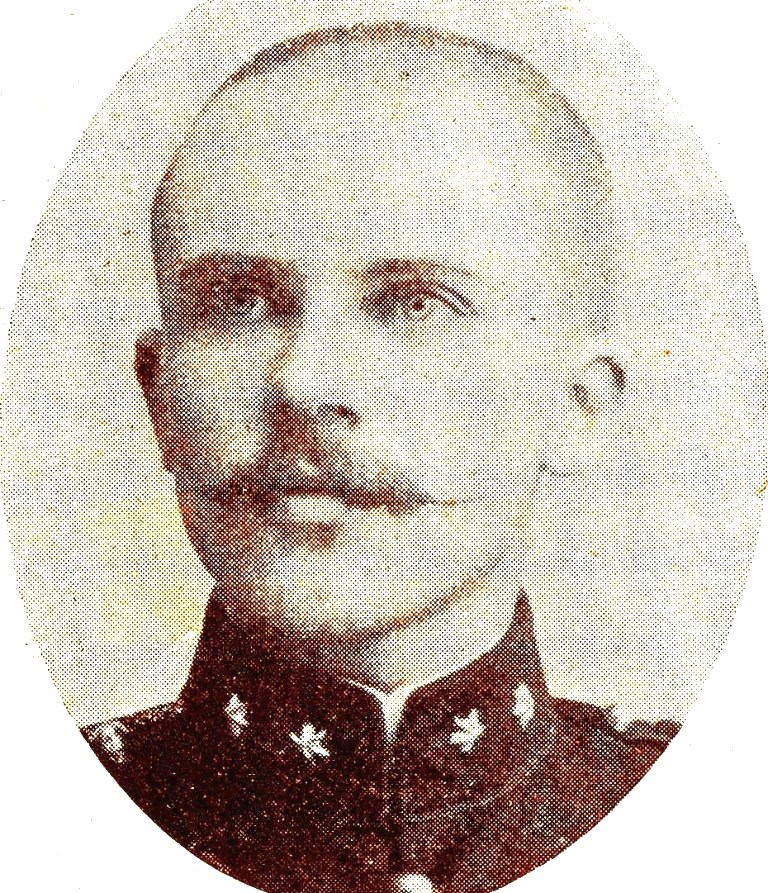
Cornelis Adrianus Rijnders
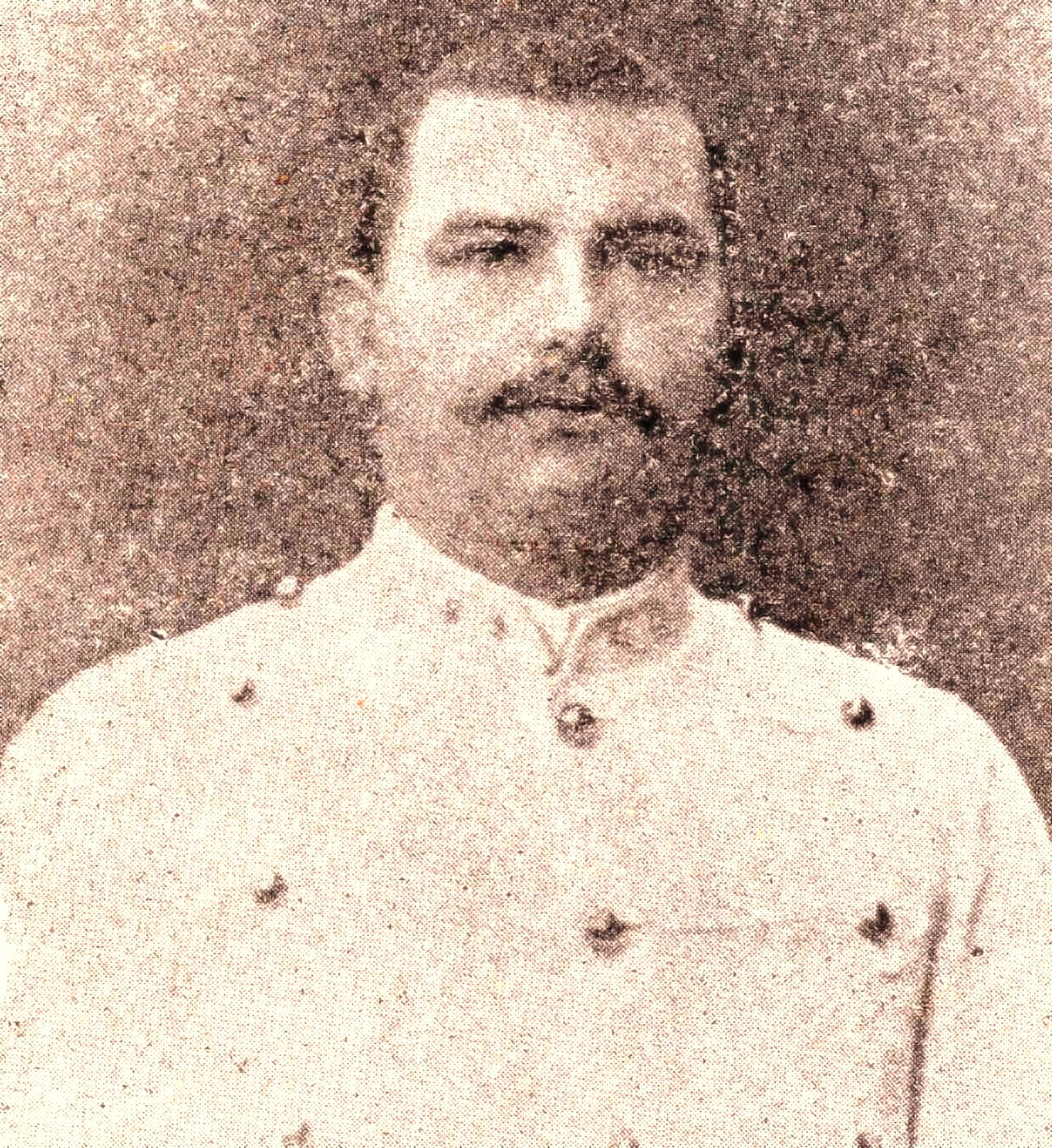
Karel Justus Constant Rijnen
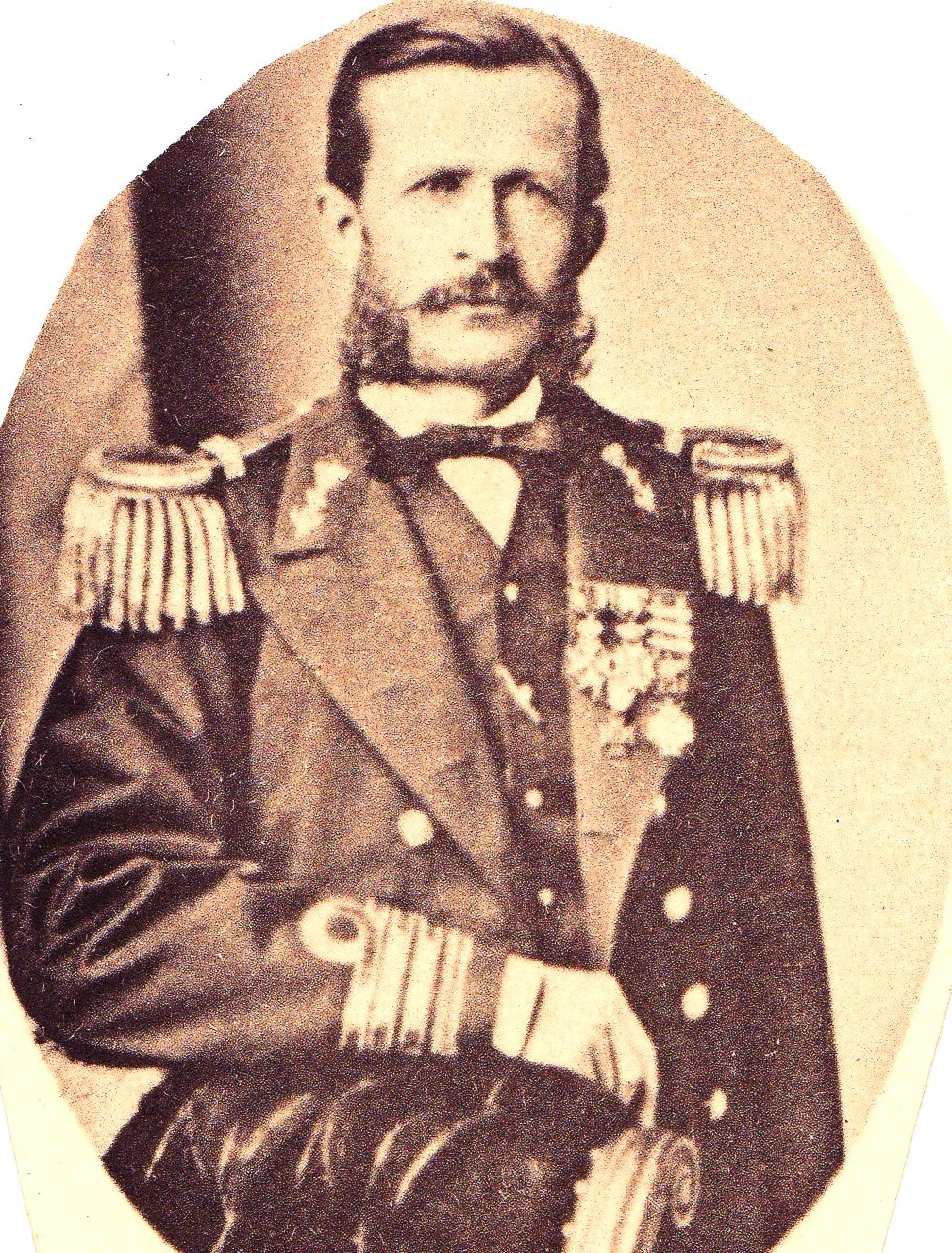
Pieter Roodzant
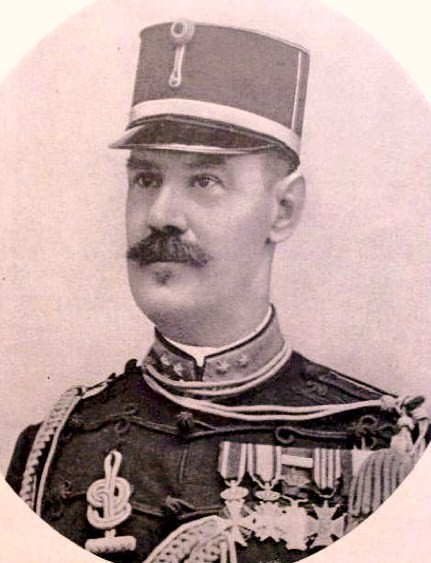
Marinus Bernardus Rost van Tonningen

## S
- M.E.F.L. von Schauroth

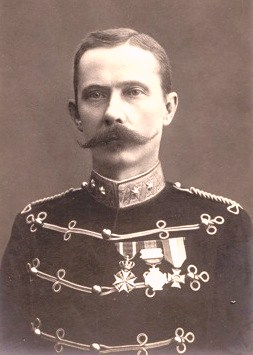
Wilhelm Bernhard Johann Antoon Scheepens
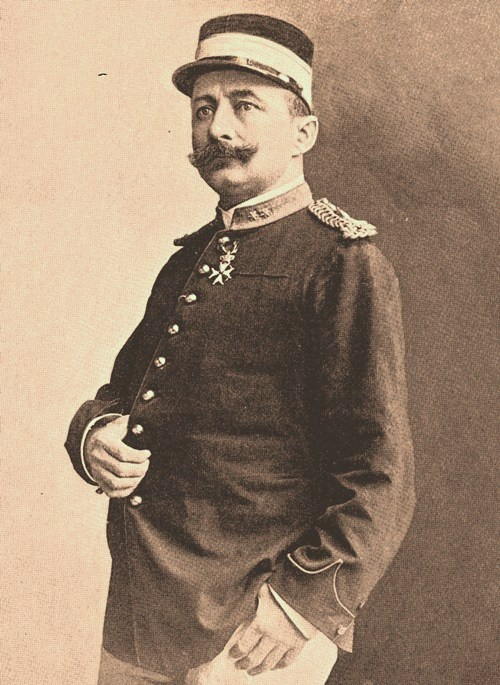
Andries Hendrik Willem Scheuer
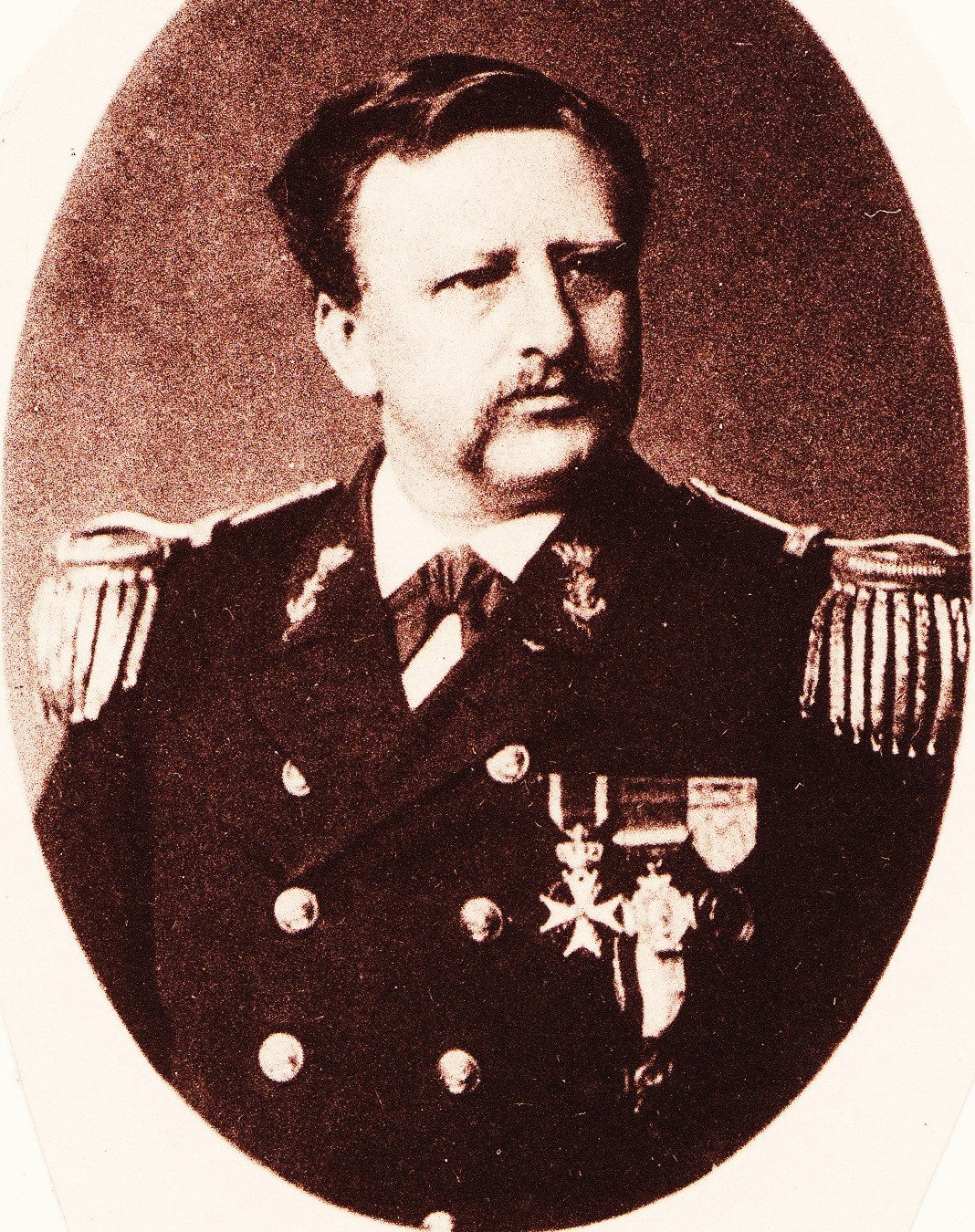
Hendrik Adriaan Schippers
- H.J. Schmidt
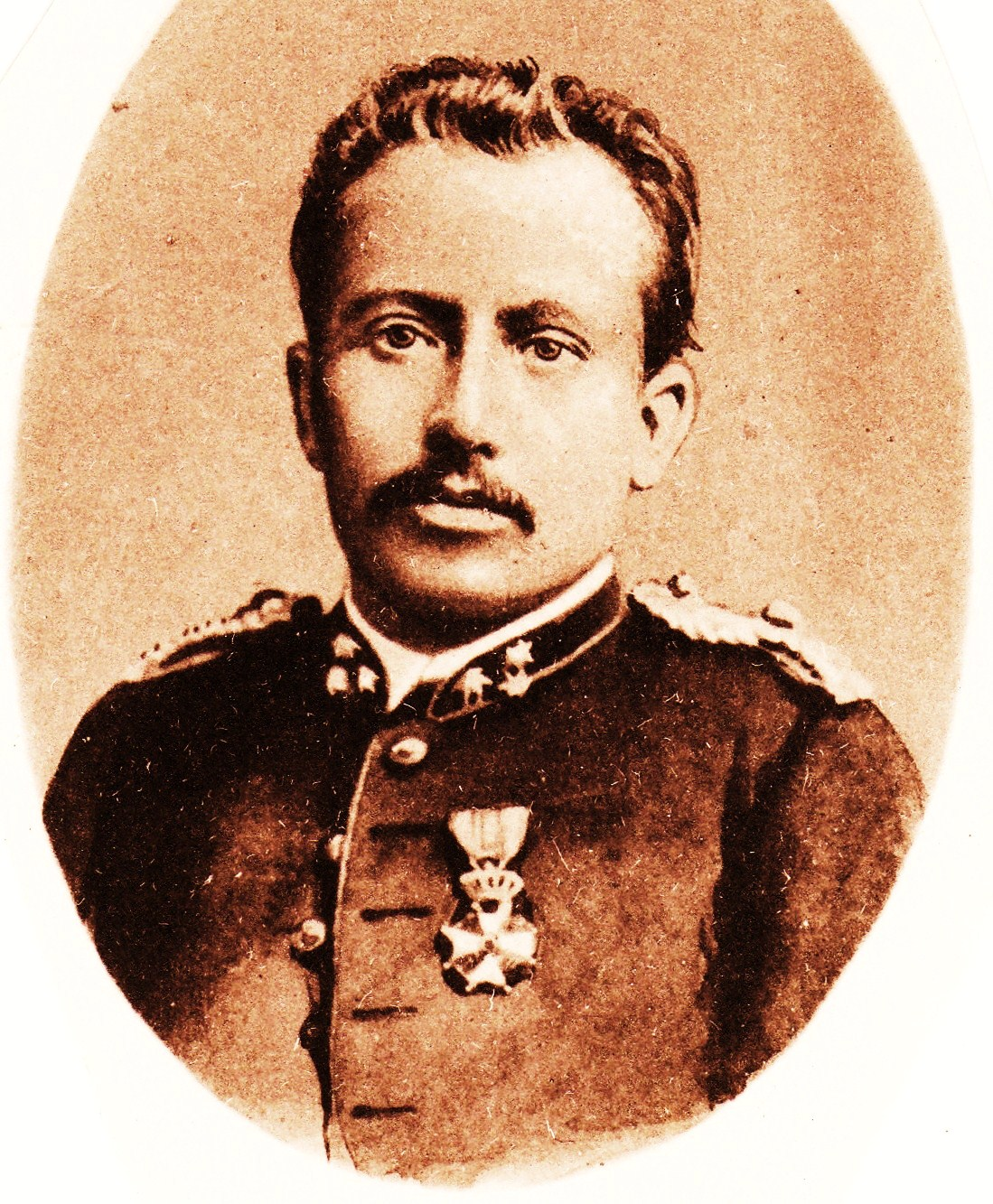
Hendrik Eduard Schoggers
- K.F. Schultze
- A.A. Schutter
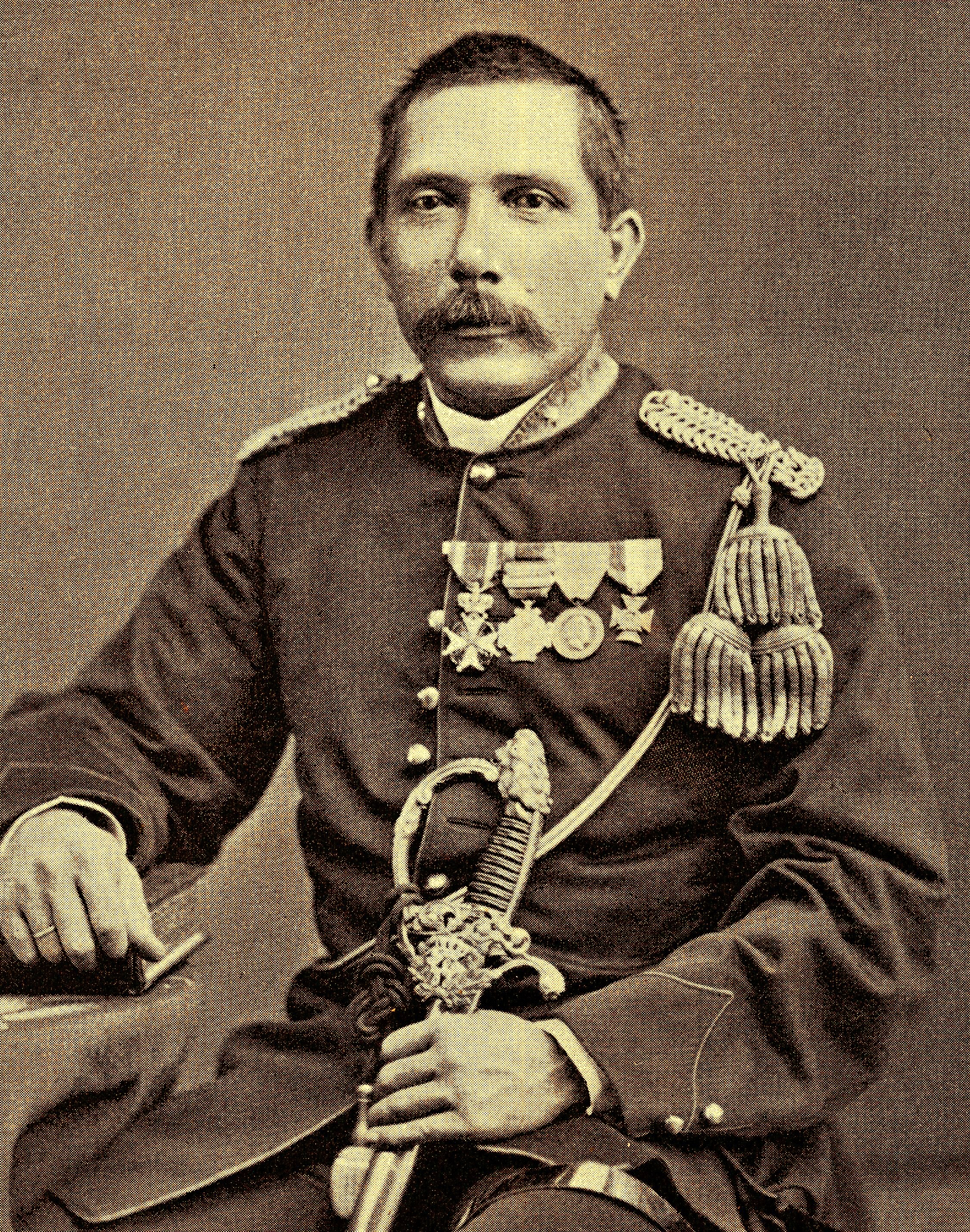
Marinus Segov
- F.P. Sievers
- W. Sluyterman van Loo
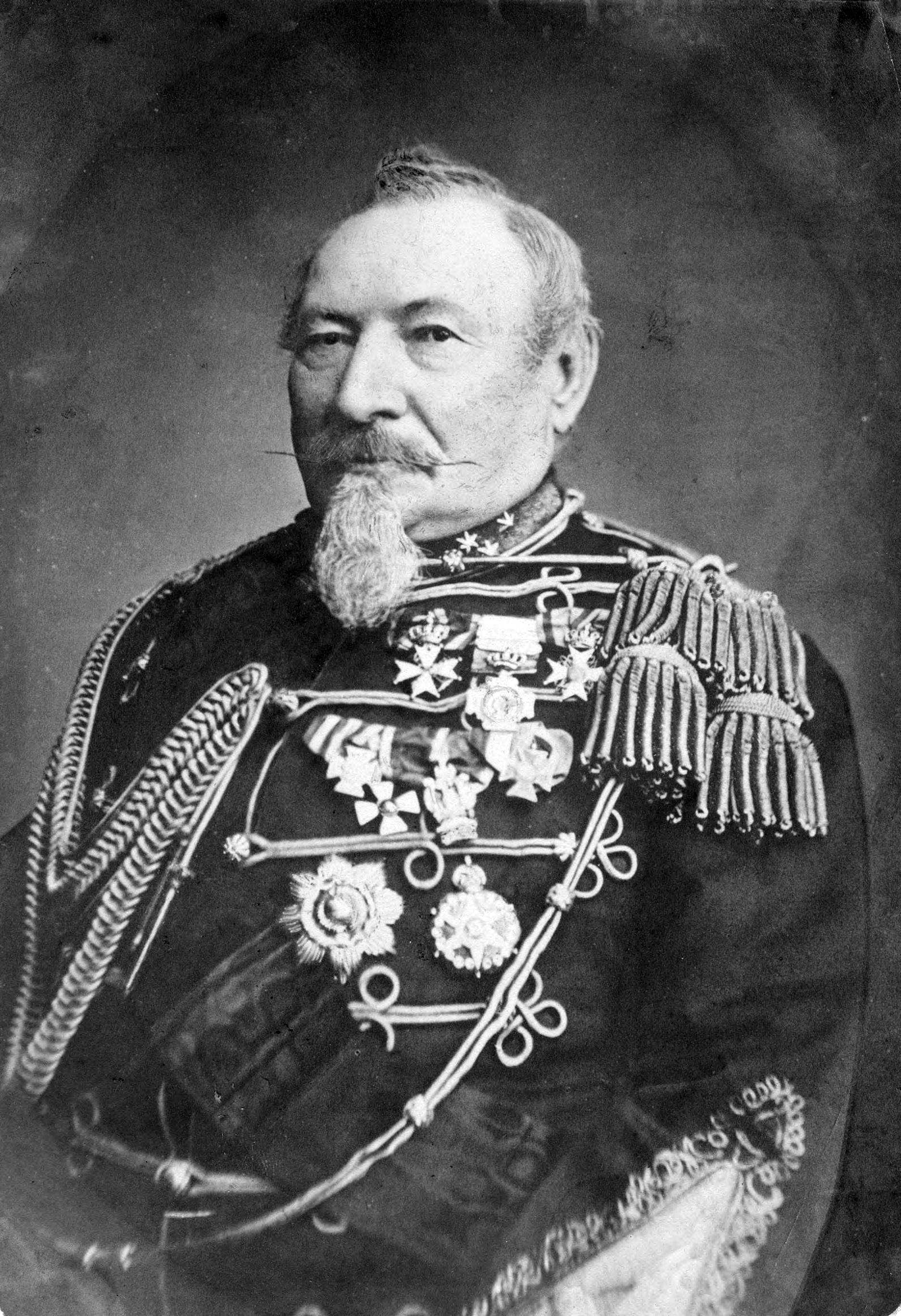
Johannes Cornelis Jacobus Smits
- Anthonius Gerhardus Snijders
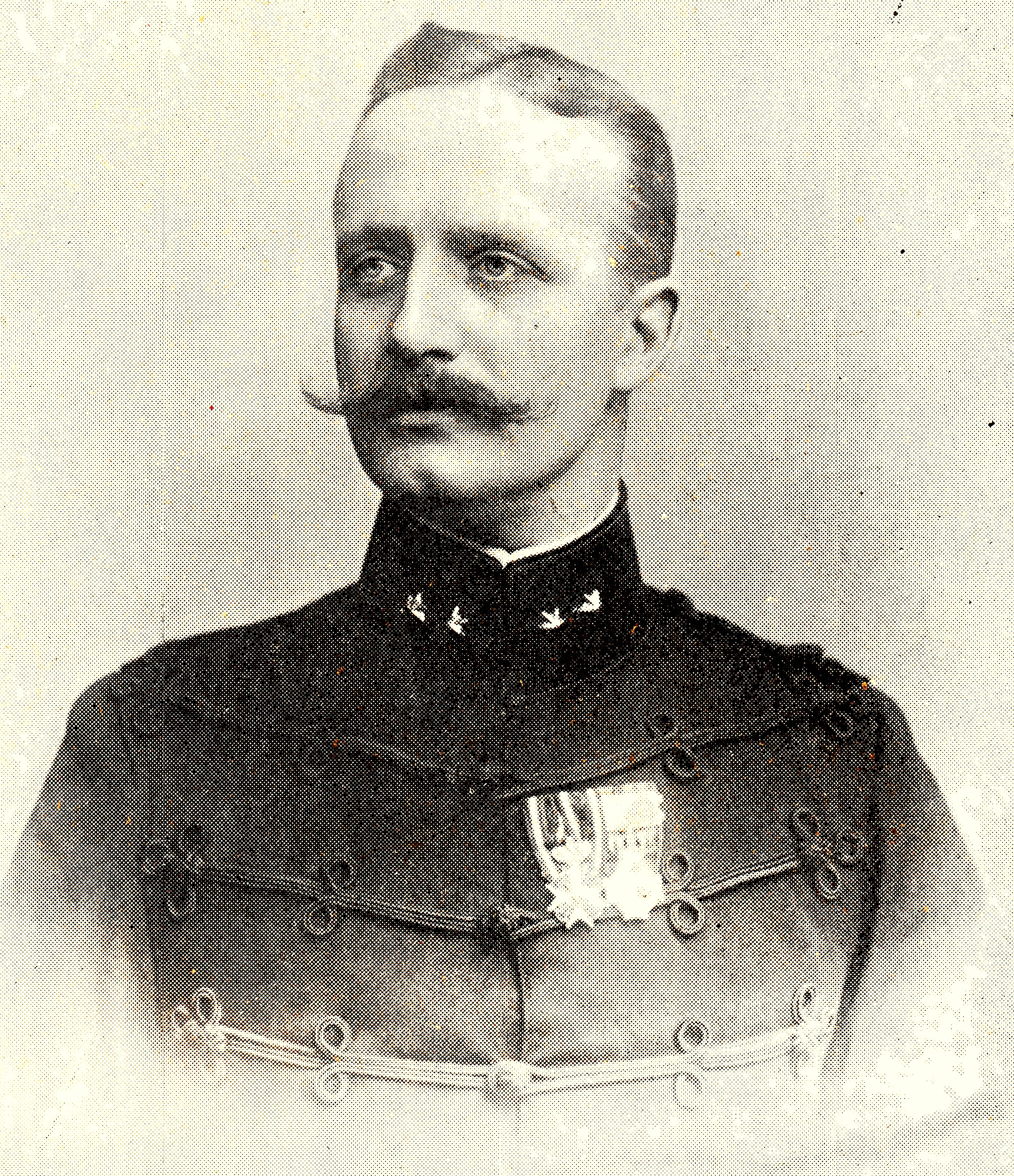
Gerard David Spandaw
- P.J. Spruyt
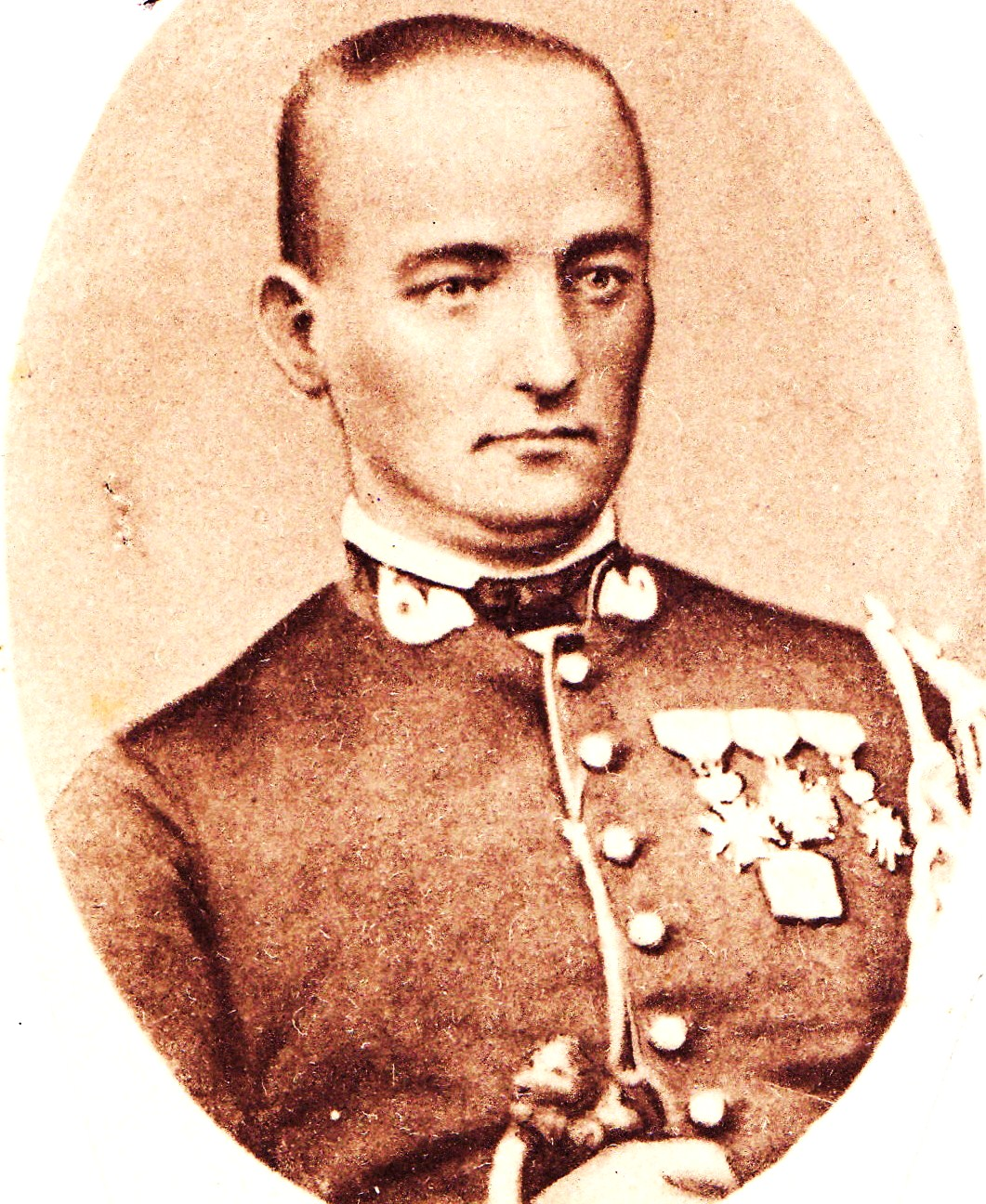
Franz George Steck
- W. Steffens
- H. Stipriaan Luiscius
- W.J.G. van Swieten

- Wilhelm Bernhard Johann Antoon Scheepens
- Andries Hendrik Willem Scheuer
- Hendrik Adriaan Schippers
- Hendrik Eduard Schoggers
- Marinus Segov
- Johannes Cornelis Jacobus Smits
- Gerard David Spandaw
- Franz George Steck

## T
- B. Tammes
- Jhr. H.P. Tindal

## V
- J.H.Ch. Vastenou
- J.H. van der Veen

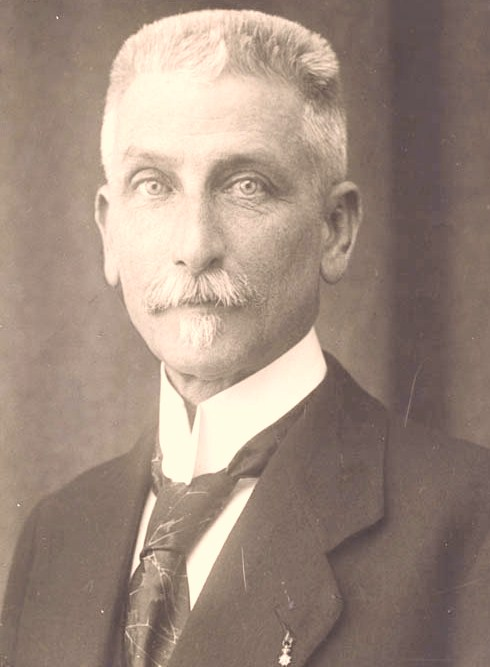
Gilles Johannes Verstege
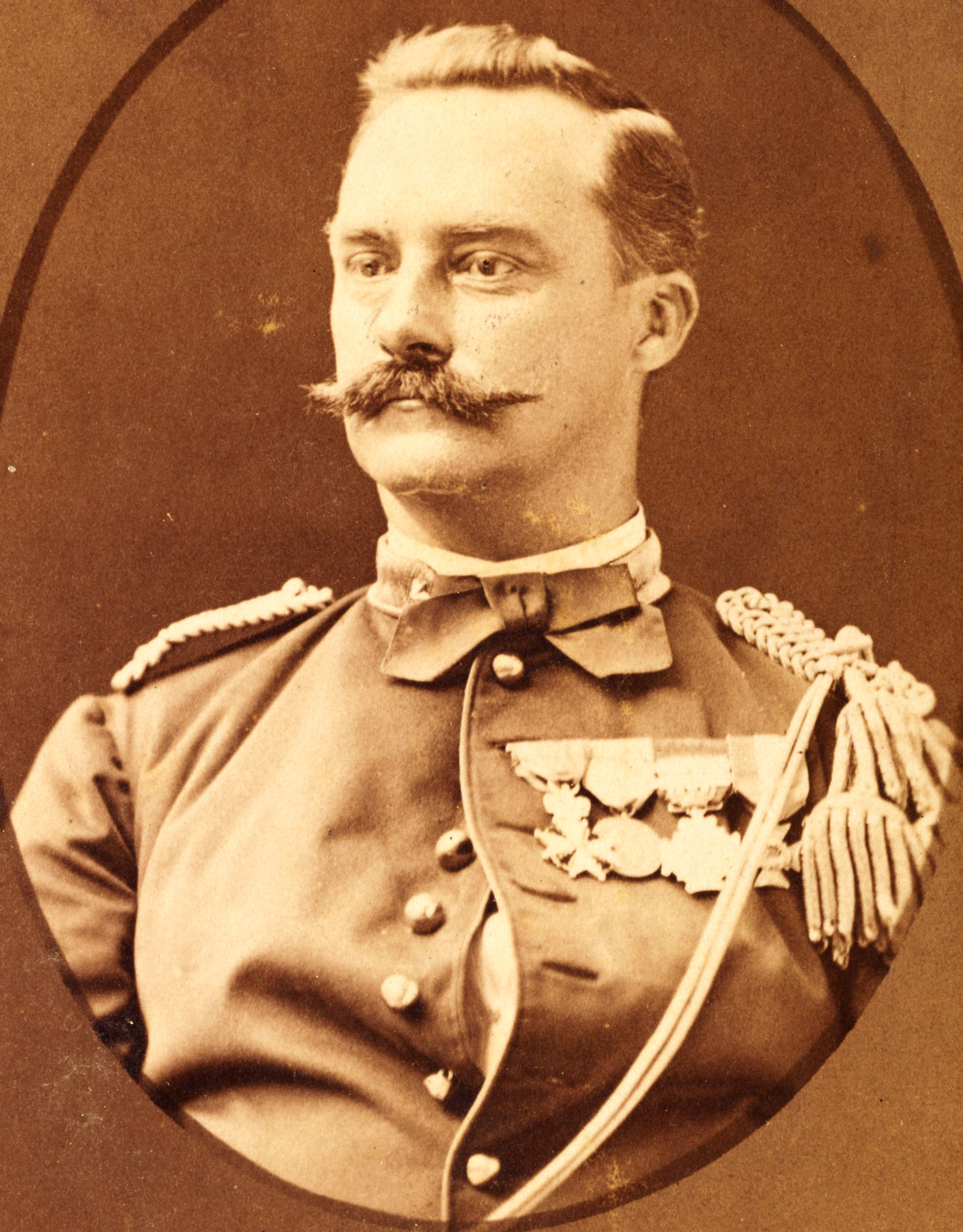
Jacobus Augustinus Vetter
- J.J. de Vries

- Gilles Johannes Verstege
- Jacobus Augustinus Vetter

## W

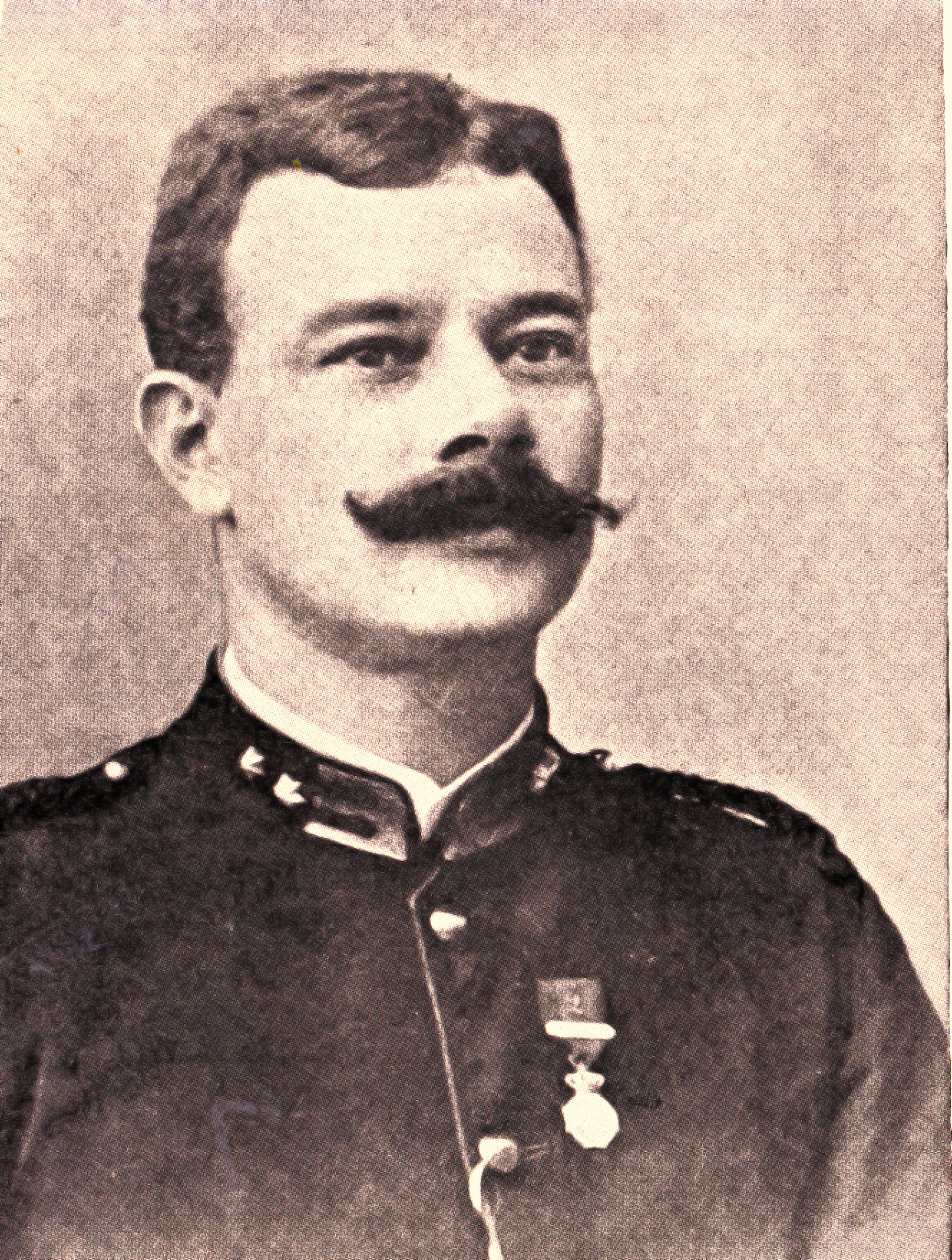
George Felix Bernard Watrin
- Peter Hermanus van der Wedden
- J.A. Westenbrink Weustmann
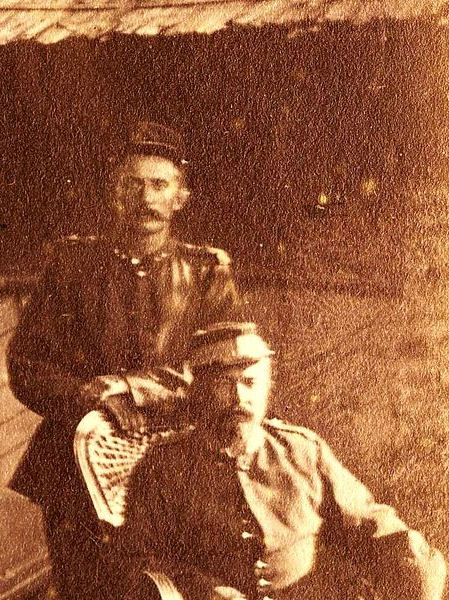
Gerard de Wijs
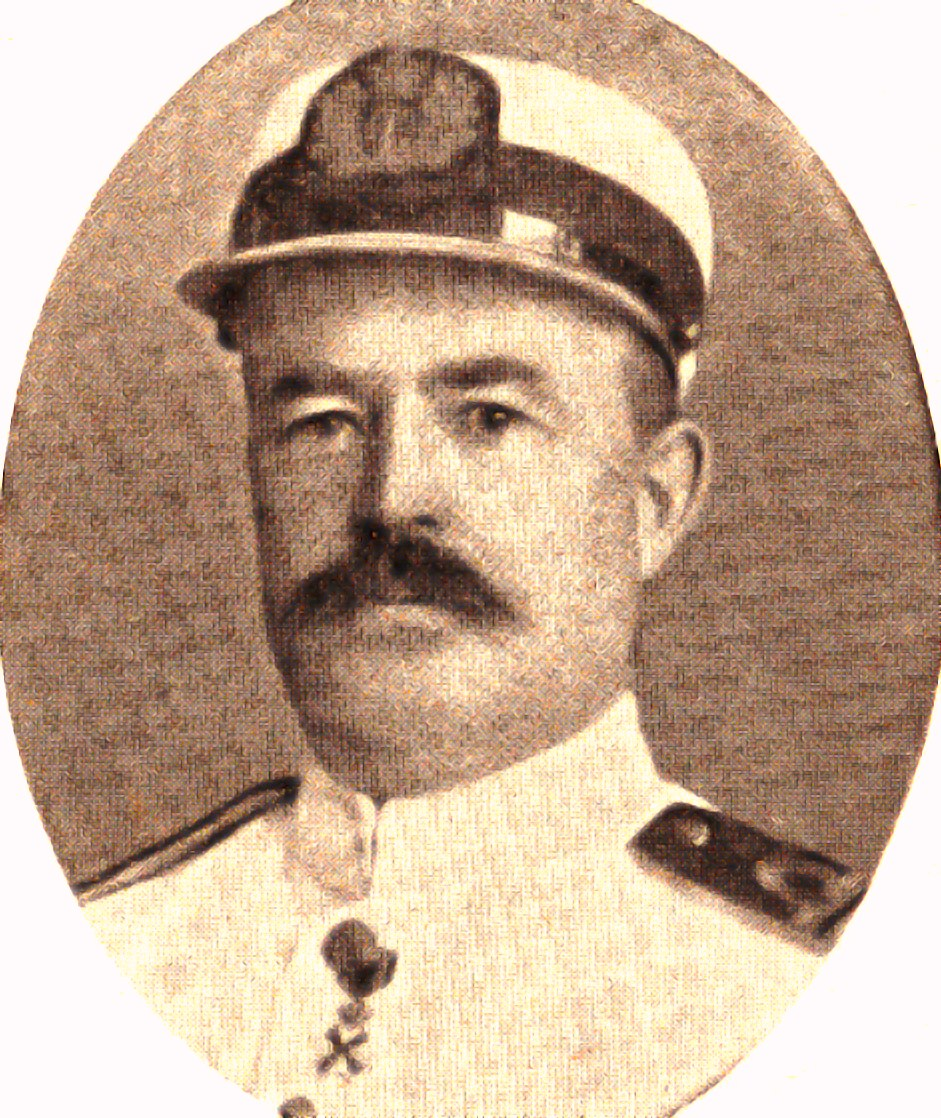
Sebo Woldringh

- George Felix Bernard Watrin
- Gerard de Wijs
- Sebo Woldringh

## Z
- P.J. Zaal

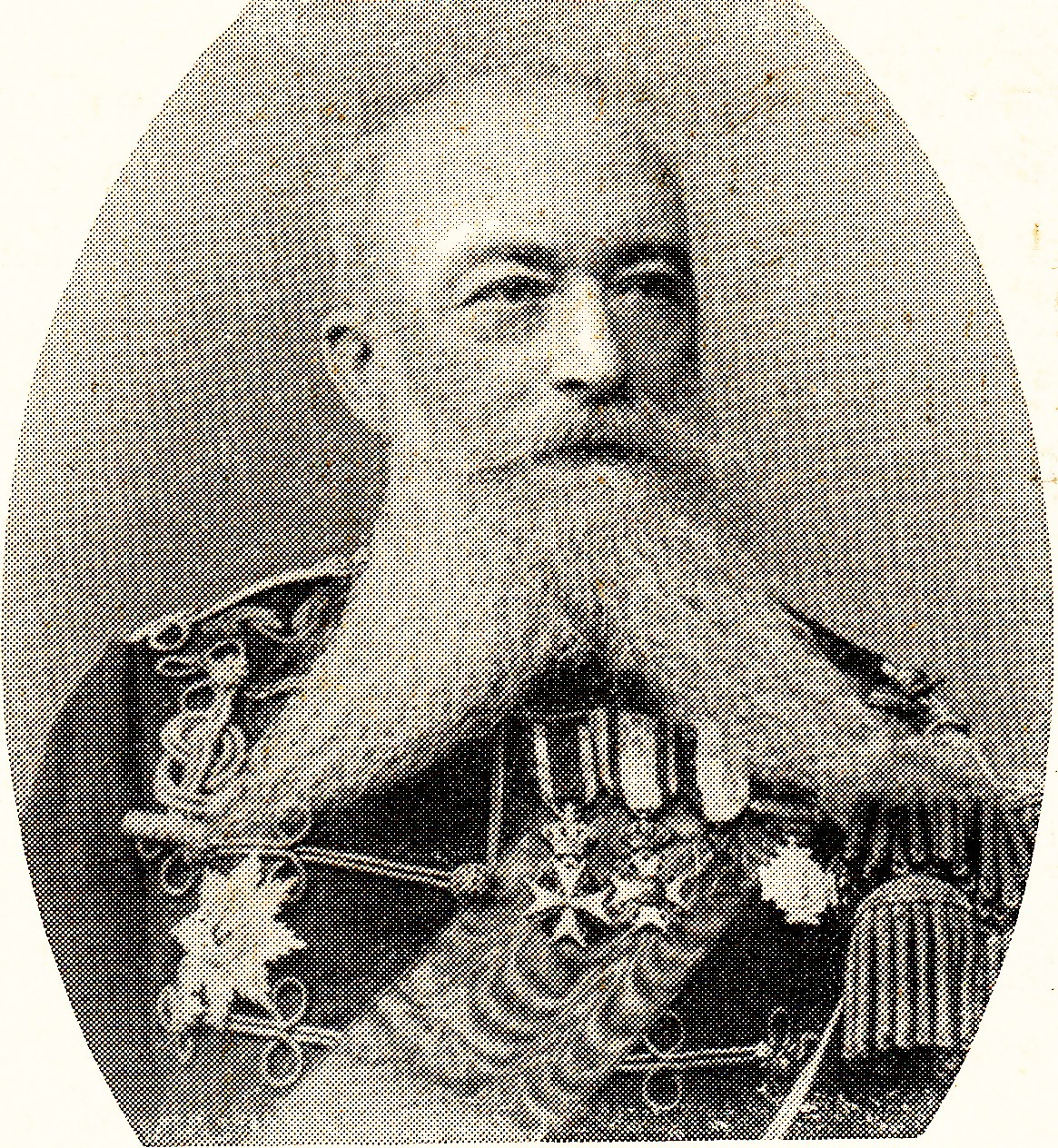
Theodoor Johan Arnold van Zijll de Jong
- W.H.B. van der Zwaan

- Theodoor Johan Arnold van Zijll de Jong